# Luiz Inácio Lula da Silva
Luiz Inácio Lula da Silva (registrado al nacer como Luiz Inácio da Silva; Garanhuns, Pernambuco, 27 de octubre de 1945), más conocido como Lula da Silva o simplemente Lula (audioⓘ), es un sindicalista y político progresista brasileño, antiguo trabajador metalúrgico, y actual presidente de la República Federativa de Brasil, cargo que asumió el 1 de enero de 2023. 
Miembro fundador y presidente honorario del Partido de los Trabajadores, Lula obtuvo la victoria en las elecciones de 2002, y fue investido presidente el 1 de enero de 2003. En las elecciones de 2006 venció otra vez y obtuvo un segundo mandato como presidente, el cual finalizó el 1 de enero de 2011.Más de una década después, fue nuevamente elegido tras vencer en las elecciones de 2022 en la segunda vuelta contra el entonces presidente Jair Bolsonaro, convirtiéndose en la primera persona en ser electa tres veces para el cargo en la historia de su país.
De origen humilde, Lula fue obrero metalúrgico y sindicalista —convirtiéndose en el primer presidente obrero de Brasil—, y a mediados de la década de los 80 ocupó la presidencia del sindicato de los obreros de la metalurgia. Fue uno de los principales organizadores de las mayores huelgas durante la dictadura militar del 64, que pusieron en jaque al régimen y aceleraron su caída. Candidato a la presidencia de Brasil en varias ocasiones —en 1989, 1994 y 1998—, no fue hasta 2002 cuando logró obtener la victoria. Durante sus primeros ocho años como presidente de Brasil, hizo reformas y radicales cambios que produjeron la transformación social y económica de Brasil, que triplicó su PIB per cápita según el Banco Mundial, al punto de convertir a la República en una potencia mundial y en la sexta economía más grande del mundo.
En sus dos primeras legislaturas fue ampliamente reconocido como una figura de su tiempo y se considera que su gobierno fue clave para los éxitos económicos de su país, en particular en materia de reducción de la pobreza, con programas sociales como Hambre Cero o Bolsa Familia, que contribuyeron a sacar de la pobreza a unas 30 millones de personas en menos de una década. A la salida de Lula de la presidencia, 52 millones de personas —el 27% de la población total— se beneficiaban del programa Bolsa Familia. En el plano internacional, jugó un papel destacado en asuntos como el programa nuclear de Irán y los debates sobre el cambio climático.
Lula abandonó la presidencia con una gran popularidad, tanto en Brasil —contando con más de un 80 % de aprobación— como en el resto del mundo. En octubre de 2011, a Lula —fumador durante más de 40 años— se le diagnosticó un cáncer de garganta y empezó a recibir un tratamiento de quimioterapia con el que meses después superó la enfermedad y pudo reanudar sus funciones.
En marzo de 2016, en medio del escándalo de corrupción de Petrobras y 11 días después de su detención para ser interrogado por su supuesta participación, fue nombrado Ministro de la Casa Civil por el gobierno de Dilma Rousseff, algo visto por sus detractores como una manera de obtener inmunidad judicial. Este nombramiento fue inmediatamente suspendido por un juez del Supremo Tribunal Federal en Brasilia, pero procedió al día siguiente, después de que un tribunal de Río de Janeiro levantara la medida cautelar que impedía su nombramiento, aunque de nuevo el mismo día volvió a ser suspendido por el juez Gilmar Mendes, miembro del Supremo Tribunal Federal de Brasil.
El 12 de julio de 2017 Lula fue condenado en primera instancia a nueve años y seis meses de prisión por el juez Sérgio Moro, siendo la primera vez en la historia de Brasil que un expresidente era condenado por corrupción pasiva. Tras la condena se entregó el 7 de abril de 2018 y estuvo 580 días encarcelado e imposibilitado de presentarse a las elecciones presidenciales de 2018, que ganó Jair Bolsonaro, quien a su vez nombró al juez Moro como ministro de Justicia. El 8 de noviembre de 2019 tras cumplir su sentencia se ordenó su liberación. El 8 de marzo de 2021 uno de los jueces de la Corte Suprema anuló todas las sentencias dictadas contra Lula, debido a que el juez Moro, según ese magistrado, carecía de competencia para entender en los supuestos delitos que le imputó y por ende se inició una investigación en contra del magistrado. En 2023 la Corte Suprema de Justicia de Brasil anuló la validez de las supuestas pruebas de corrupción y se refirió a la condena a Lula como un «error histórico».
En 2022, presentó oficialmente su candidatura presidencial para participar en las elecciones de ese año; siendo electo para un nuevo mandato presidencial.

## Biografía

### Infancia y juventud
Luiz Inácio da Silva nació el 27 de octubre de 1945 en el pequeño pueblo de Caetés, en el Estado federado de Pernambuco, en el seno de una familia de labradores, fruto del matrimonio de Aristides Inácio da Silva y Eurídice Ferreira de Melo. El matrimonio tuvo siete hijos: cuatro varones y tres mujeres, siendo él el séptimo.
Desde pequeño es conocido por el apodo de Lula, diminutivo de Luís (o Luiz) muy común en Brasil, y que también significa calamar en portugués. Lo agregó oficialmente a su nombre en 1982. Muy poco después de nacer, su padre se mudó a São Paulo para trabajar como estibador en el puerto de Santos.
Hasta sus cinco años, Lula no conoció a su padre. En una biografía autorizada, describió a su padre como «un pozo de ignorancia» y un alcohólico.
En 1952 Lula, su madre y todos sus hermanos viajaron durante trece días en un camión hacia Guarujá, y finalmente en 1956 toda la familia se instaló en São Paulo, la principal ciudad de Brasil. Allí, Lula comenzó trabajando a los doce años como limpiabotas, más tarde consiguió un trabajo como ayudante en una tintorería y también trabajó de vendedor ambulante de tapioca y frutas tropicales.
Los padres de Lula se separaron en 1956.

### Obrero y sindicalista
A los catorce años consiguió un puesto en una planta de producción de tornillos, donde trabajaba doce horas diarias tras haber abandonado la escuela en el quinto curso, pese a ser un excelente estudiante, debido a la necesidad económica de su familia. Al mismo tiempo, realizó un curso de tornero mecánico de tres años impartido por el Servicio Nacional de Industria (SENAI), terminándolo en 1963.
Perdió gran parte del dedo meñique de su mano izquierda cuando se encontraba empleando una prensa hidráulica, durante un turno de noche en una fábrica de carrocerías de automóviles
en 1964, justo cuando se instauró la dictadura que destituyó a João Goulart.
En 1966 comenzó a trabajar en las Industrias Villares (en São Bernardo do Campo) en donde, pese a que era un obrero «despolitizado», se inició en el sindicalismo debido a que en 1968 su hermano mayor, Frei Chico, apodado «José» y afiliado al ilegalizado Partido Comunista Brasileño, fue arrestado y torturado por los militares. A partir de entonces Lula participó de forma activa de la vida sindical, repartiendo boletines políticos producidos en la clandestinidad en donde criticaban al régimen militar, encabezado por el mariscal Artur da Costa e Silva, además de defender los derechos de los trabajadores.

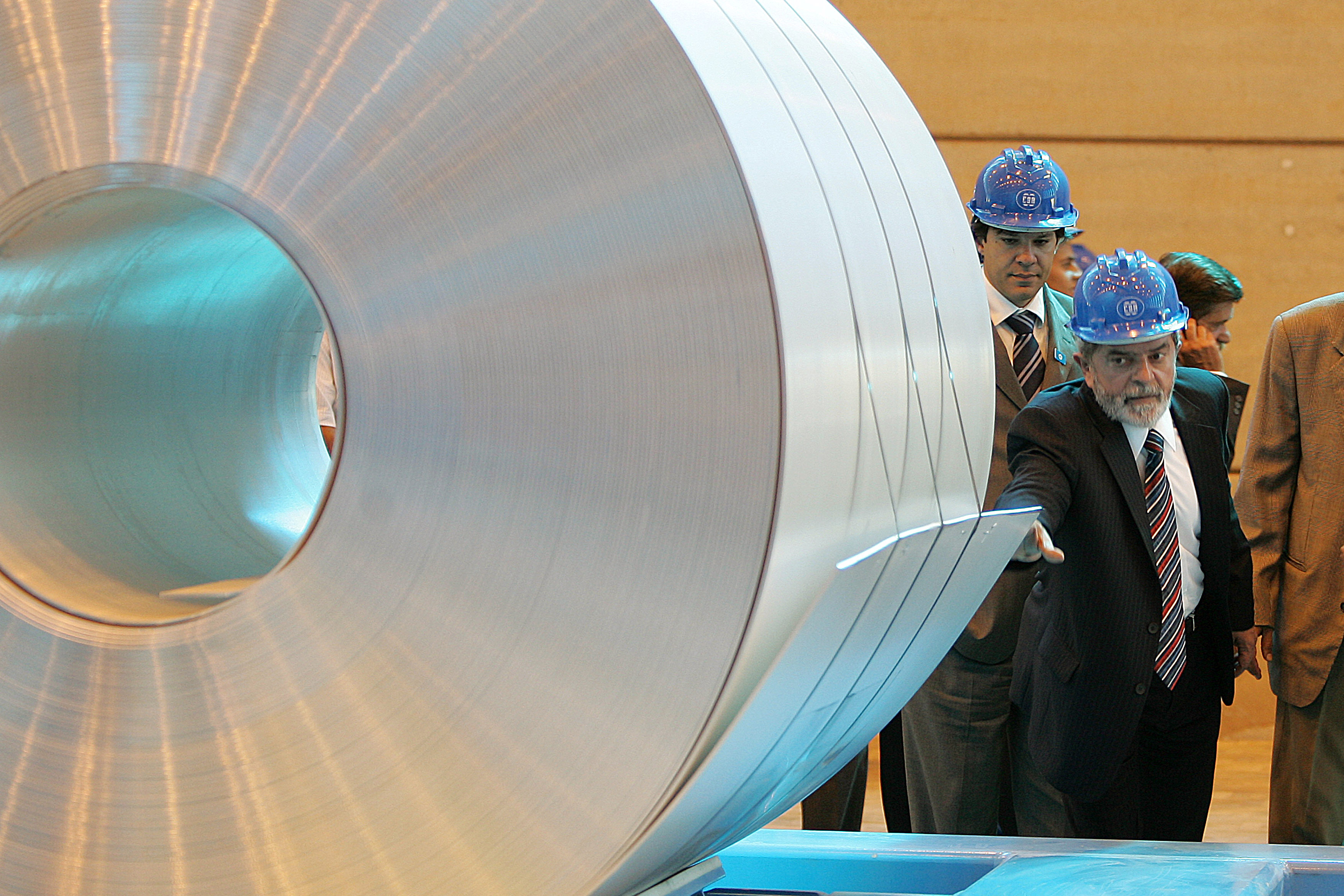
Lula en una planta de producción de aluminio.

Los dos hermanos Da Silva fueron elegidos en 1969 para formar el Comité Ejecutivo del sindicato, con José como secretario de área y Lula como suplente.
En 1972 fue elegido director del Departamento de Protección Social del sindicato, una posición sindical que interrumpió su trabajo en la cadena de montaje. Ya entonces era un respetado obrero por sus esfuerzos en favor de los derechos básicos de los trabajadores, que iban desde la reivindicación de aumentos salariales y cobertura social a la preparación profesional y cultural de los trabajadores metalúrgicos del ABC paulista. En 1975 Lula ascendió a la presidencia del sindicato con un arrollador 92 % de los votos, convirtiéndose así en el líder de aproximadamente 100 000 trabajadores.
En febrero de 1978 fue reelegido con un 98 % de los votos. Optó por una fuerte oposición a la dictadura gobernante, ahora encabezada por el general Ernesto Geisel.
Fue el principal enlace de las mayores protestas y huelgas de obreros de São Paulo. En 1979 el Gobierno brasileño aprobó una ley que prohibía los paros a aquellos sectores de la economía declarados «esenciales». El 13 de mayo, días antes de la asunción de la jefatura del Estado por el general João Baptista Figueiredo, Lula desobedeció la ley llamando a un paro general. Esta acción hizo que las autoridades ordenasen a los huelguistas regresar a sus respectivas fábricas y el sindicato fue intervenido. Por entonces comenzó a gestarse la formación de un nuevo partido para romper con el bipartidismo imperante, un partido que defendiese a los trabajadores. Se formó así el 10 de febrero de 1980, en el Colegio Sion de São Paulo y con el apoyo de algunos políticos e intelectuales de izquierdas el Partido de los Trabajadores (PT), de tendencia socialista, trotskista.
En abril de 1980, Lula fue el principal dirigente de una huelga que duró 41 días; la protesta fue brutalmente reprimida. En ella habían participado 300.000 trabajadores paulistas. Acusándolo de «desorden público», un tribunal militar lo condenó a una pena de 3 años y 6 meses de prisión. Sin embargo, la sentencia fue anulada en apelación. El 26 de agosto de 1983 se produjo una importante fusión entre varios sindicatos paulistas y la Central Única de Trabajadores (CUT), vinculada directamente al PT,
siendo precisamente uno de los fundadores de la CUT. En enero de 1985, un colegio electoral designó a Tancredo Neves como el primer presidente civil de Brasil en 21 años, si bien murió antes de tomar posesión. Asumió el cargo en su lugar José Sarney. En 1986 Lula fue elegido diputado e integró la Asamblea Constituyente que restableció la votación libre y directa del presidente de la República.

### Retorno de la democracia

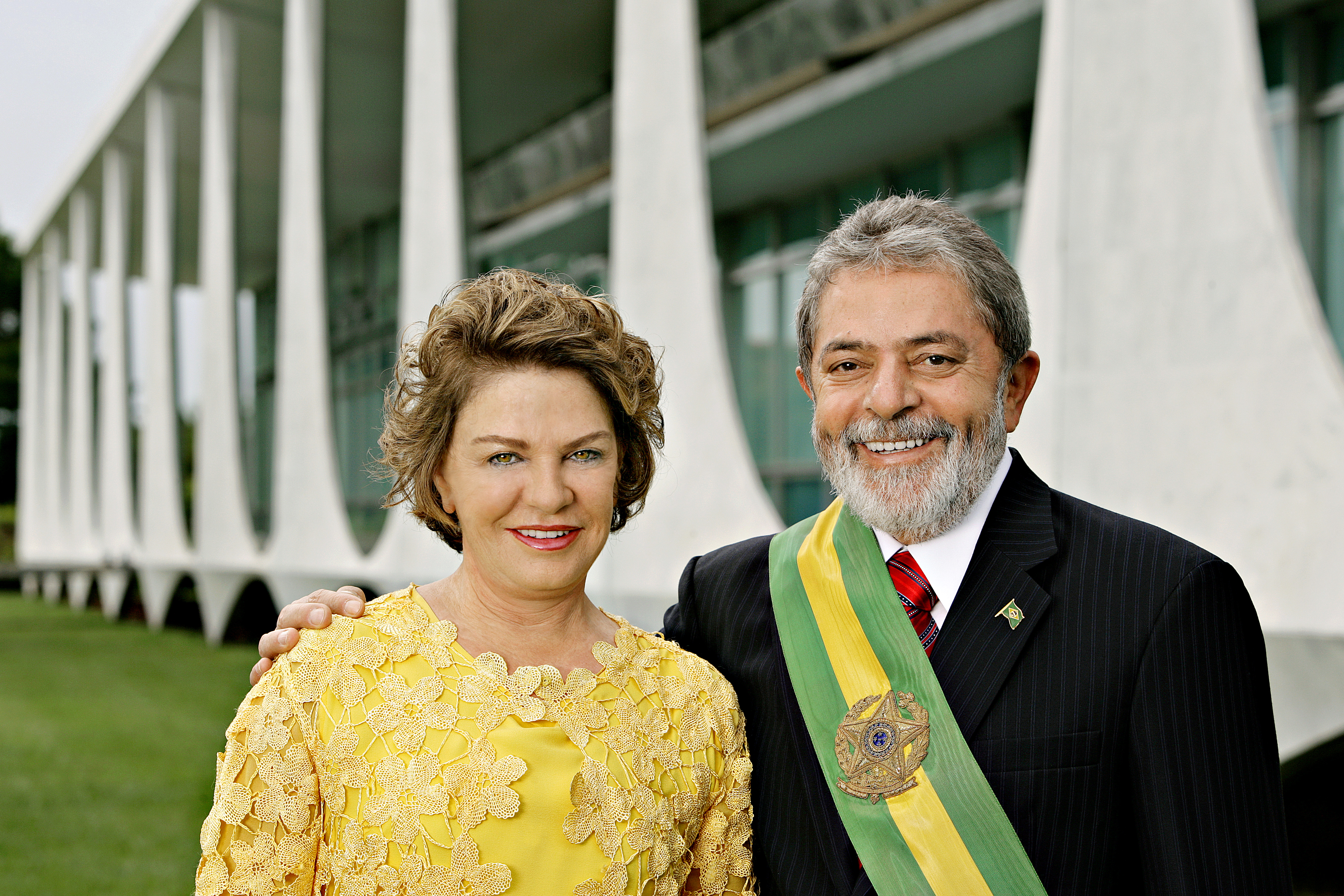
Lula junto a su segunda esposa, Marisa Letícia.

Una vez disuelto el régimen militar, en las elecciones constituyentes del 15 de noviembre de 1986 el Partido de los Trabajadores fue el partido de izquierda que mayor número de votantes atrajo y con un 6,9 % de los votos obtuvo 16 diputados. En las elecciones municipales el PT logró ganar treinta y seis alcaldías en ciudades como São Paulo, Pôrto Alegre o Vitória. Durante la segunda vuelta de las elecciones presidenciales celebradas el 17 de diciembre de 1989, el candidato Fernando Collor de Mello, de tendencia derechista, se impuso frente a Lula. Fue la primera vez en la historia de Brasil que un candidato a la presidencia procedía del mundo sindical. En su programa presentó un plan de salario mínimo para los trabajadores, una solución contra la inflación y una reforma agraria.

### Carrera política
Candidato a Gobernador de Sao Paulo
En 1982 se postuló como gobernador de Sao Paulo, sin embargo quedó en cuarto lugar con el 10,77% de los votos.

#### 1.ª candidatura a la presidencia (1989)
En 1989 se celebraron por fin elecciones directas a la presidencia de la República. Lula era candidato a presidente, liderando todas las encuestas hasta semanas antes de la elección. Sin embargo, las elecciones acabaron siendo ganadas por Fernando Collor de Melo con el 53 %. El candidato conservador del Partido de la Renovación Nacional (PRN) recibió un fuerte apoyo de una parte de la clase media y los industriales, aparentemente intimidados ante la perspectiva de que Lula, como sindicalista que había sido, gobernara desde parámetros excesivamente izquierdistas una vez tomado el poder.
Los medios de comunicación vinculados a la izquierda y la oposición afirmaron que el resultado de las elecciones presidenciales de 1989 fue manipulado por ciertos sectores de los medios de comunicación alineados con la derecha conservadora. Fue demostrado que Collor de Melo inició una campaña de difamación contra Lula, presentando en los espacios de publicidad electoral gratuita a una antigua pareja del sindicalista con la que había tenido una hija. Según ella, Lula le había propuesto abortar tras quedarse embarazada. La mujer era de raza negra, por lo que Collor de Mello acusó a Lula de racista.
Según algunos,[¿quién?] la clave de la campaña estuvo en el último debate televisivo entre los candidatos (en horario de máxima audiencia) en el que se concedió más tiempo a Collor de Melo que a Lula. También se habló en este sentido de la interrupción del servicio de transporte público urbano en áreas de baja renta, dificultando el traslado de electores afines a Lula hasta las mesas electorales, así como la presunción de fingimiento del secuestro al notable empresario Abílio Diniz, en vísperas de las elecciones.
Secuestro del empresario Abílio Diniz
Los secuestradores (nueve extranjeros y un brasileño) afirmaron ser integrantes del MIR de Chile (Movimiento de Izquierda Revolucionaria). Pocos días antes de las elecciones se mostró en la televisión a dicho empresario, liberado de su cautiverio, portando una camiseta con un emblema del PT, que supuestamente sus secuestradores le hicieron poner.
Sin embargo, también se acusó en 1989 a la policía de ser la misma que vistió y fotografió a los presos con camisetas del PT, aunque la investigación fue archivada dos años después por falta de pruebas.

#### 2.ª candidatura a la presidencia (1994)

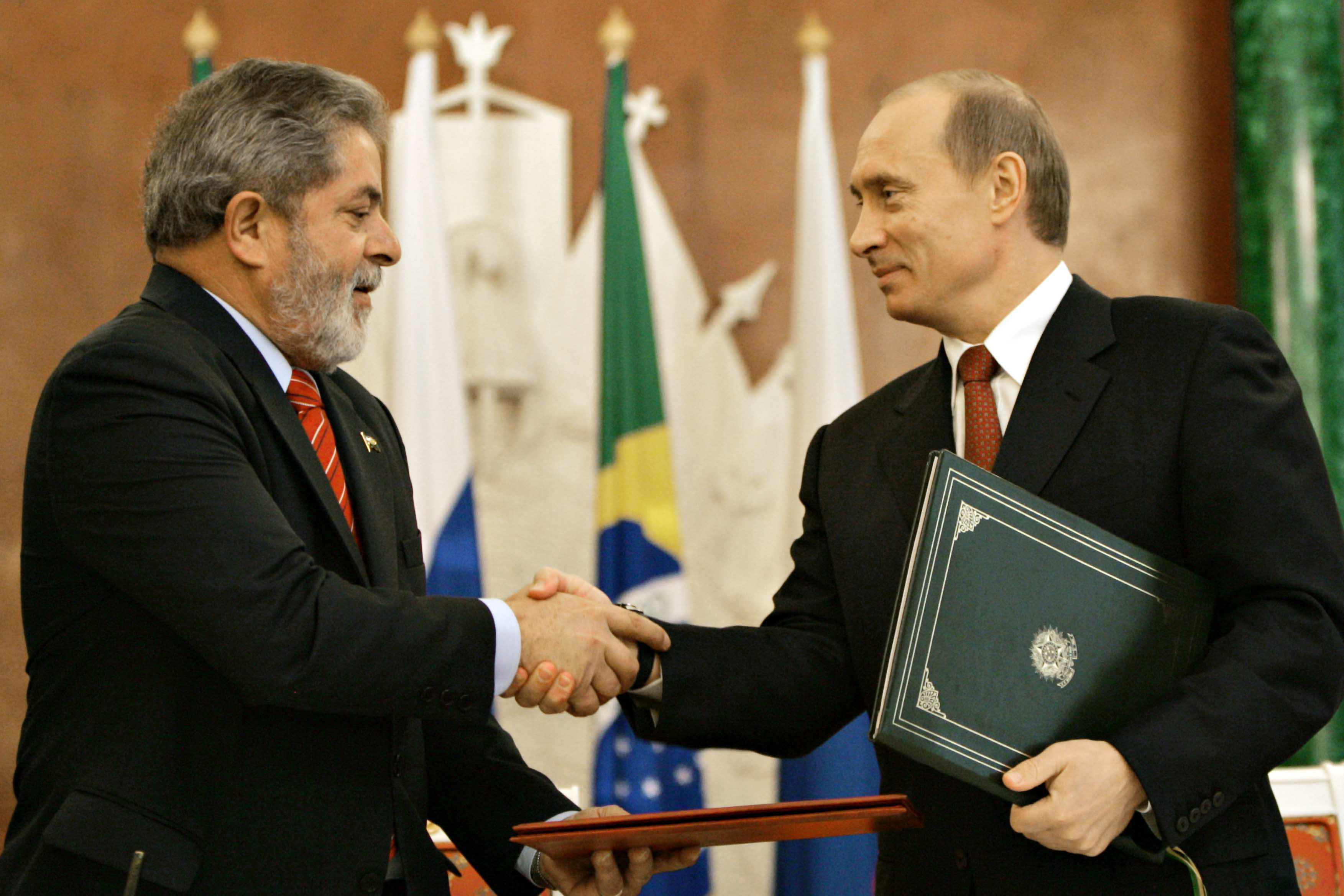
Lula junto al presidente ruso Vladímir Putin.

En 1991 el presidente Collor de Mello, oriundo de una tradicional familia de Alagoas de políticos y empresarios del sector de las comunicaciones, fue denunciado por corrupción activa y pasiva por sus relaciones con el empresario y secretario de campaña Paulo César Farias. El escándalo provocó una amplia movilización social en lo que fue conocido como el movimiento Cara Pintada, donde Lula tuvo un papel destacado entre los canalizadores de las protestas. En su punto álgido, las protestas pacíficas reunieron a más de 50 000 000 de brasileños,[cita requerida] algo jamás visto en dicha proporción, exigiendo la destitución parlamentaria del presidente. Finalmente, y por la presión social sobre los congresistas, Collor de Mello dimitió a su cargo el 29 de diciembre de 1992 e Itamar Franco se encargó de completar su mandato. En su gestión contó con Fernando Henrique Cardoso como ministro de Hacienda, quien puso en marcha el Plan Real, con el que se dio solución a la hiperinflación crónica de Brasil, además de estabilizar la moneda nacional.
En 1994 Lula volvió a presentarse como candidato a la presidencia y fue nuevamente derrotado, esta vez por el candidato del Partido de la Social Democracia Brasileña (PSDB), el sociólogo Fernando Henrique Cardoso (posteriormente apodado por la prensa FHC). El senador Cardoso tenía un pasado político ligado al centro-izquierda, habiéndose visto obligado al exilio durante la dictadura militar, además de ser un destacado intelectual.

#### 3.ª candidatura a la presidencia (1998)
En 1998 se presentaría nuevamente a la presidencia sin llegar a ganar, siendo derrotado nuevamente por Fernando Henrique Cardoso, quien gobernaría hasta el 1 de enero de 2003.

## Primera presidencia (2003-2011)

### Primer período presidencial (2003-2007)

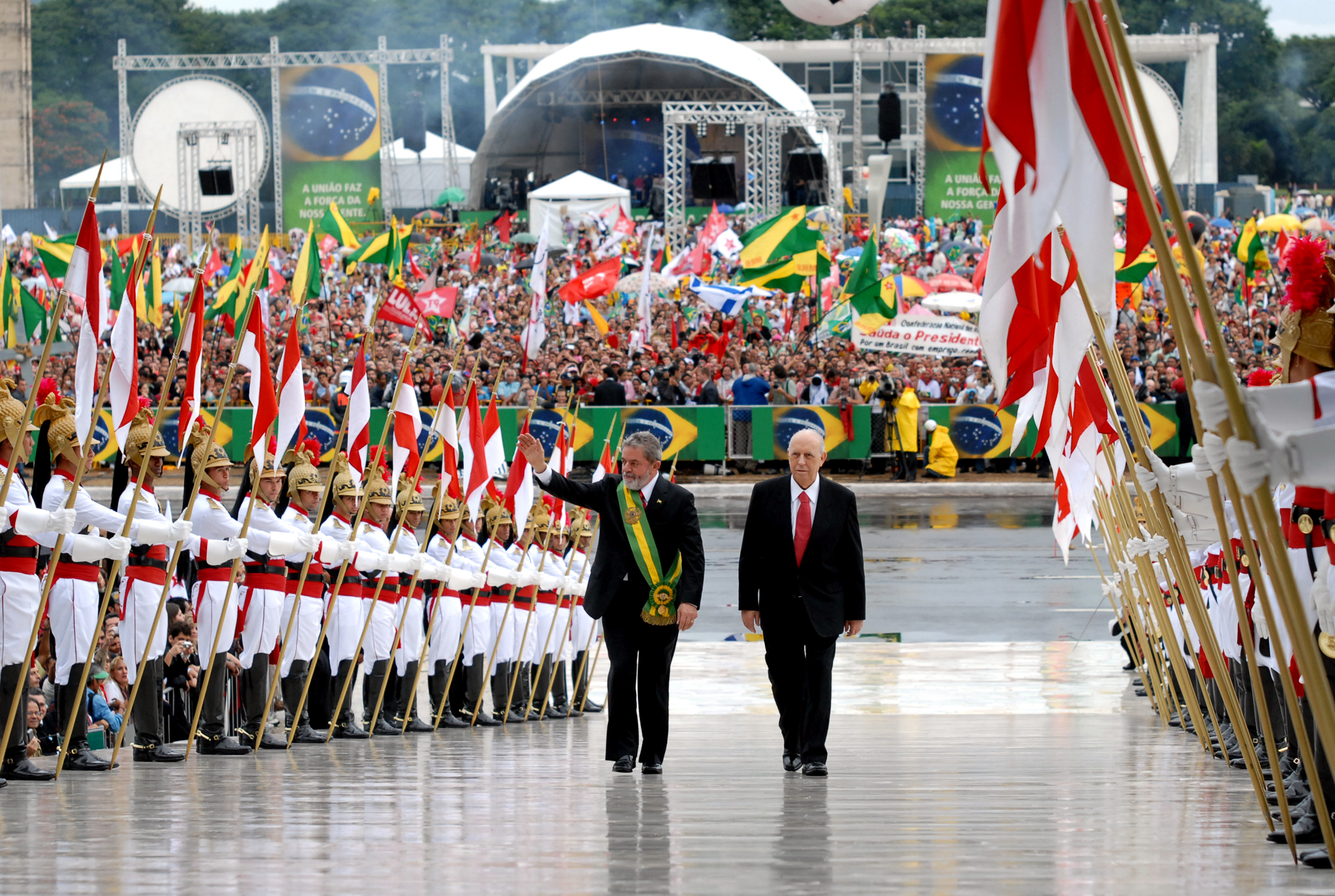
Lula y su vicepresidente José Alencar durante su reelección el 1 de enero de 2007.

El domingo 27 de octubre de 2002 Lula fue elegido presidente derrotando al delfín de Cardoso, José Serra, del PSDB.

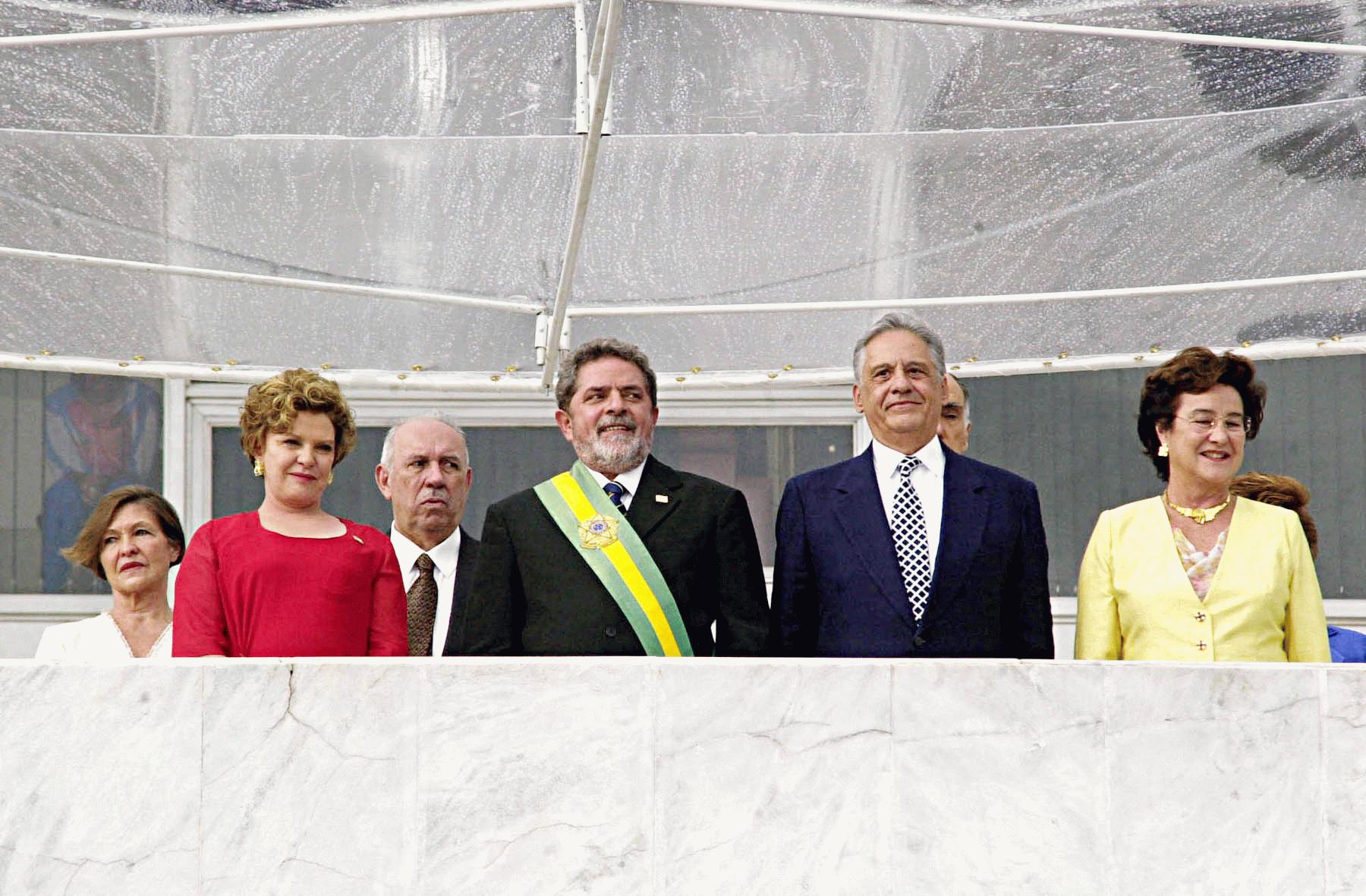
Lula Da Silva en la toma de posesión de su primera presidencia el 1 de enero de 2003. Junto a su entonces esposa, Marisa Leticia. El expresidente Fernando Henrique Cardoso y su esposa, la ex primera dama Ruth Cardoso

Asumió la presidencia de Brasil el 1°. de enero de 2003, tras ganar las elecciones en segunda vuelta con el mayor número de votos de la historia democrática brasileña en su momento, 52 400 000 votos, alcanzando el 61 % de los sufragios. En su discurso de toma de posesión, Lula declaró entre sollozos:

E eu, que durante tantas vezes fui acusado de não ter um diploma superior, ganho o meu primeiro diploma, o diploma de presidente da República do meu país.

Traducción: Y yo, que durante tantas veces fui acusado de no tener un título universitario, consigo mi primer diploma, el título de presidente de la República de mí país.

Así respondía a los numerosos ataques que había sufrido por sus carencias en educación formal, que muchos consideraban incompatibles con ocupar el cargo más importante de la República.

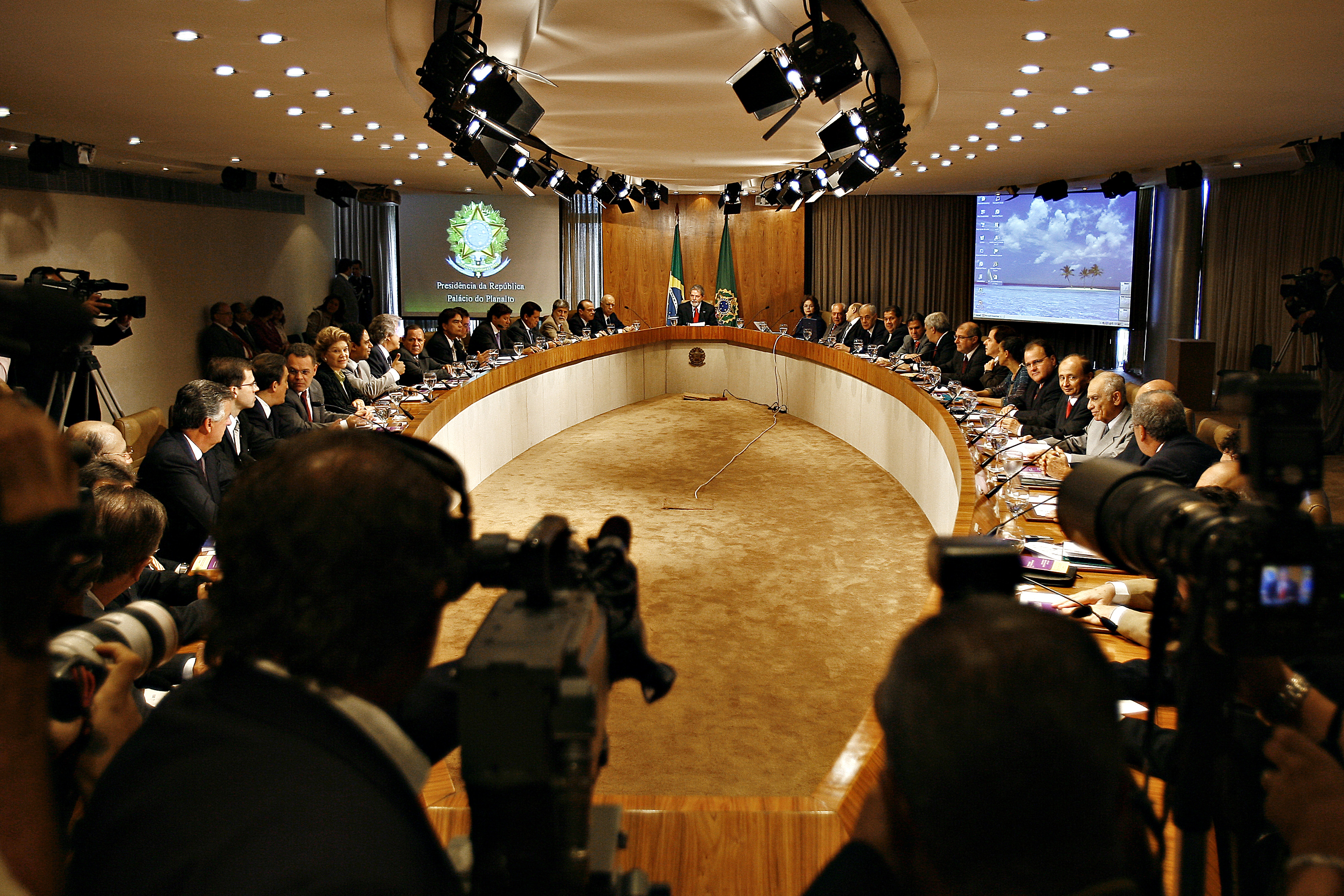
El presidente Lula en una reunión con los ministros en el palacio presidencial de Brasilia.

El gobierno de Lula corresponde al período de la historia política brasileña que se inicia con su toma de posesión el 1°. de enero de 2003. Este gobierno, al momento de conformarse, fue considerado por la prensa internacional como un nuevo horizonte para una posible «nueva izquierda». Según el expresidente portugués Mário Soares, Lula representó el «fin del cinismo en la política».
El 24 de octubre de 2003 recibió en España el Premio Príncipe de Asturias de Cooperación Internacional.
En su gabinete se destacaron Celso Amorim (Ministro de Relaciones Exteriores), Antonio Palocci (Ministro de Hacienda), Ciro Gomes (Ministro de Integración Nacional), Guido Mantega (Primero, Ministro de Planificación y después Ministro de Hacienda), Marta Suplicy (Ministra Turismo), Cristovam Buarque y Gilberto Gil (Ministros de Cultura) y Dilma Rousseff (Ministra de Minas y Energía, que en 2011 sería la sucesora de Lula en la presidencia).

### Política económica

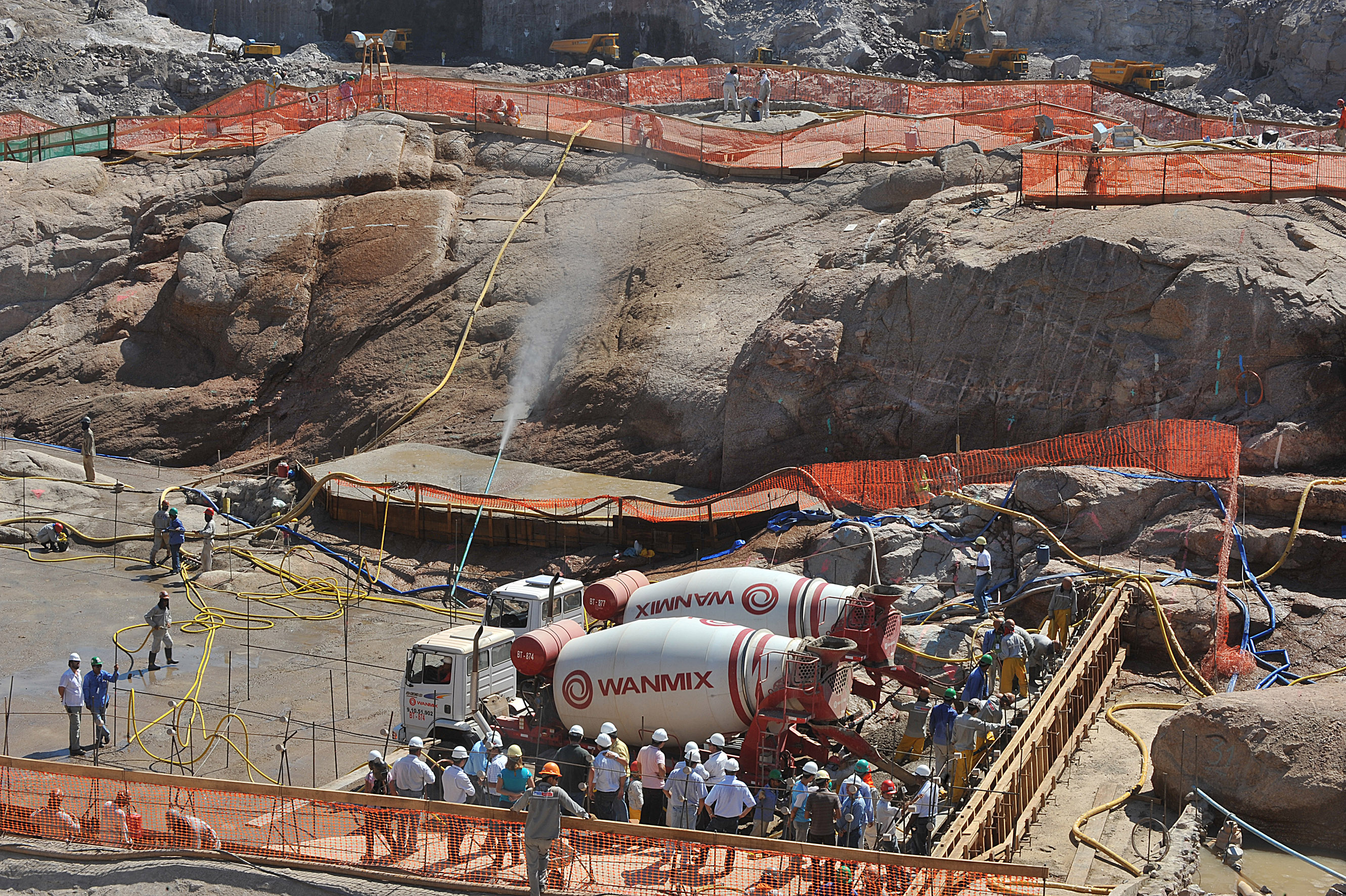
Lula inició en su gobierno el Programa de Aceleración del Crecimiento. En la foto, una de las obras del programa, la Central hidroeléctrica de Santo Antônio.

Lula sorprendió a propios y a extraños cuando, desde el inicio de su gestión, designó al presidente del BankBoston USA, Henrique Meirelles, para la dirección del Banco Central do Brasil. Meirelles, identificado con la política económica tradicional de la derecha y los grandes capitales, aparentemente no iba a encajar en el gobierno de izquierdas de Lula. Fue elegido diputado federal en el Estado de Goiás en octubre de 2002. Lula también designó al médico sanitario y antiguo alcalde de Ribeirão Preto, Antonio Palocci, un antiguo militante trotskista de su confianza personal, como Ministro de Hacienda.
En su gestión Lula se opuso a mantener un modelo económico similar al de su predecesor Fernando Henrique Cardoso. Sin embargo, en la práctica el país ha continuado su camino sobre principios fundamentales muy similares. La política en tasas de interés, cargas tributarias, responsabilidad fiscal, relación de gobierno con el Banco Central y relación con el Fondo Monetario Internacional siguieron esencialmente el mismo rumbo.
El gobierno de Lula se caracterizó por resultados económicos positivos como la baja inflación, y alta tasa de crecimiento de PBI, así como por la reducción del desempleo, una mayor división de ingresos y aumentos de la balanza comercial. También destacó por el incentivo de las exportaciones y la creación de microcréditos, entre otros. Pero en su gestión su medida económica más notoria ha sido la de liquidar anticipadamente el pago de las deudas con el Fondo Monetario Internacional y el BIRF.
Cuando llegó el gobierno de Lula, las cuentas bancarias rondaban en los 70 000 000, para pasar ocho años después a 115 000 000, en donde se incluyeron a 26 000 000 de jubilados. Fortaleció el mercado interno por medio del aumento en los salarios, la diversificación de los créditos, y facilidades para que la clase media pudiera acceder a los mismos.
Sobre la crisis de fines del año 2008, Lula expresó una abierta crítica al sistema financiero internacional y al Gobierno de los Estados Unidos en particular:

Nosotros limpiamos nuestra casa. Ellos no. Pasaron las tres últimas décadas diciéndonos que necesitábamos hacer nuestra tarea. Ellos no la hicieron. No quiero ser verdugo de Bush, pero necesito saber cómo debo programarme. (Los países ricos) necesitan asumir su responsabilidad (pues los países pobres) no pueden convertirse en las víctimas del casino instituido por la economía estadounidense.

En agosto de 2002, la devaluación se encontraba en un 30 %, desde el mes de enero, la inflación se acercaba al 2 % mensual, las calificaciones internacionales de la deuda pública y el riesgo inversor de Brasil eran negativas, Lula ―que poco antes a esa fecha había calificado la asistencia del FMI como un «beso de la muerte»― concede a Cardoso la garantía en principio de respetar el reciente acuerdo suscrito por el Gobierno con el organismo internacional, para que Brasil accediera a una línea de crédito de 30 000 millones de dólares (de los que 26 000 están condicionados a la política económica del futuro ejecutivo), y podrá gastar 10 000 millones adicionales de sus reservas para defender el real de los ataques especulativos. A cambio, el Gobierno deberá perseguir un Superávit presupuestario primario para 2003 de al menos el 3,75 % del PIB.
Expuso la necesidad de relanzar la producción industrial, en la cual se encontraba en declive desde comienzos de 2001, también manifestó que había que lograr obtener tasas de crecimiento anuales no inferiores al 4,5 % o el 5 % del PIB, de reducir el tipo básico de interés, que se encuentra entre los más elevados del mundo, del 18,5 % al 13 %. Con el abaratamiento de los créditos se pretende reactivar las inversiones productivas y el consumo, desanimar las inversiones financieras típicamente especulativas y aflojar el dogal de la deuda pública interna, que en mayo de 2002 se situaba en los 175 000 millones de dólares (259 000 000 en términos brutos), colosal cantidad que representa el 70 % de la deuda pública total y el 42 % del PIB.
Entre 2003 y 2010, los ingresos del 10 % de la población más pobre crecieron un 8 % anual: mucho más rápido que la economía y que los ingresos del 10 % de la población más rica (+1,5 %).
En enero de 2003, al asumir Lula, Brasil tenía un PIB anual de 0,50 billones de dólares estadounidenses, que lo ubicaba en el lugar 13.º en la lista de países.
En enero de 2011, cuando Lula dejó la presidencia, Brasil tenía un PIB anual de 2,6 billones de dólares estadounidenses, que lo ubicaba en el lugar 6.º en la lista de países.

#### Resultados económicos de la presidencia
- El PIB del país creció en un 37,48%. (2003-2010)
- La desigualdad (Índice de Palma) bajó en un 21,49% (2003-2009)[42][43]
- 20.604.144 personas dejaron de vivir en favelas, es decir, al 10,49% de la población de Brasil, sacando al 36,83% del total de de gente que vive en favelas. (2002-2010)[44][45]
- La pobreza por ingresos ($109,5 USDPPA2017/mes) bajó de 26,08% en 2003 a 14,59% en 2009 y 12,03% en 2011.[42][44]
  - Lo que significa que en 2009, 19.249.605 brasileños desde 2003 salieron de la pobreza de la pobreza con estos ingresos.
  - En 2009, se solucionó el 40,42% de la pobreza total de 2003 con estos ingresos.
  - También, en 2011, 23.788.024 brasileños desde 2003 salieron de la pobreza con estos ingresos.
  - En 2011, se solucionó el 49,94% de la pobreza total de 2003 con estos ingresos.
- La pobreza por ingresos ($300 USDPPA2017/mes) bajó de 63,02% en 2003 a 49,60% en 2009, y 45,44% en 2011.[42][44]
  - Lo que significa que en 2009, 18.612.267 brasileños desde 2003 salieron de la pobreza con estos ingresos.
  - En 2009, se solucionó el 16,17% de la pobreza total de 2003 con estos ingresos
  - También, en 2011, 25.037.570 brasileños desde 2003 salieron de la pobreza con estos ingresos.
  - En 2011, se solucionó el 49,94% de la pobreza total de 2003 con estos ingresos.

| Año                  | Gini  | Índice de Palma (Desigualdad) | Variación Índice de Palma | Crecimiento del PIB | % de la población que vive en favelas | % de la población que gana menos de $109,5 USD al mes (Valores 2017 PPA) | % de la población que gana menos de $300 USD al mes (Valores 2017 PPA) |
| -------------------- | ----- | ----------------------------- | ------------------------- | ------------------- | ------------------------------------- | ------------------------------------------------------------------------ | ---------------------------------------------------------------------- |
| 2002                 | 58,10 | 5,302                         | -2,47%                    | 3,1                 | 31                                    | 25,33                                                                    | 61,95                                                                  |
| Primera presidencia  |       |                               |                           |                     |                                       |                                                                          |                                                                        |
| 2003                 | 57,60 | 5,131                         | -3,23%                    | 1,1                 | s/d                                   | 26,08                                                                    | 63,02                                                                  |
| 2004                 | 56,50 | 4,769                         | -7,06%                    | 5,8                 | 28                                    | 24,41                                                                    | 62,26                                                                  |
| 2005                 | 56,30 | 4,718                         | -1,07%                    | 3,2                 | s/d                                   | 22,35                                                                    | 60,00                                                                  |
| 2006                 | 55,60 | 4,510                         | -4,41%                    | 4,0                 | 25                                    | 19,41                                                                    | 56,92                                                                  |
| Segunda Presidencia  |       |                               |                           |                     |                                       |                                                                          |                                                                        |
| 2007                 | 54,90 | 4,358                         | -3,36%                    | 6,1                 | s/d                                   | 18,01                                                                    | 54,10                                                                  |
| 2008                 | 54,00 | 4,118                         | -5,51%                    | 5,1                 | 22                                    | 15,69                                                                    | 51,50                                                                  |
| 2009                 | 53,70 | 4,029                         | -2,17%                    | -0,1                | s/d                                   | 14,59                                                                    | 49,60                                                                  |
| 2010                 | s/d   | s/d                           | s/d                       | 7,5                 | 18                                    | s/d                                                                      | s/d                                                                    |
| Después del gobierno |       |                               |                           |                     |                                       |                                                                          |                                                                        |
| 2011                 | 52,90 | 3,862                         | -4,14%                    | 4,0                 | s/d                                   | 12,03                                                                    | 45,44                                                                  |

### Política internacional
En el plano internacional el Gobierno de Lula intentó buscar el liderazgo entre los países en desarrollo más importantes y hacer frente a los más ricos. Lula se ha caracterizado por intentar derribar las barreras de precios que mantienen los países de Europa y América del Norte. Durante su gobierno viajó a más de ochenta países. Una de las metas era ganar un puesto como miembro permanente del Consejo de Seguridad de las Naciones Unidas como miembro del Grupo de los Cuatro, hecho que no se llegó a dar.
En diciembre de 2002 Lula realizó una pequeña gira para encontrarse con mandatarios del continente americano, entre ellos el entonces presidente argentino Eduardo Duhalde, el chileno Ricardo Lagos, el mexicano Vicente Fox y el presidente estadounidense George W. Bush. Esta última reunión se concretó el 10 de diciembre en la Casa Blanca.
Es necesario destacar la relevancia de la integración de América del Sur a través del Mercosur, siendo uno de los principales promotores de la inclusión de Venezuela en el esquema. En la cumbre de julio de 2006 y en ocasión de la inclusión venezolana se mostró partidario de una América Latina más independiente, marcando distancia de la expansión estadounidense, como lo hace al oponerse a la propuesta del ALCA según el modelo del norte.
Lula propuso mediar junto con Turquía para llegar a un acuerdo con el programa nuclear de Irán, y además visitó Teherán para llegar a un acuerdo pacífico en medio de tensiones internacionales.
Asimismo, Brasil apoyó el programa nuclear iraní, siempre que esté destinado a fines pacíficos. El responsable de relaciones exteriores del gabinete de Lula, Celso Amorim, se puso a disposición para mediar entre Irán y la Agencia Internacional de Energía Atómica (AEIA) sobre la energía nuclear.
Finalmente, Brasil, Turquía e Irán firmaron un acuerdo de intercambio de combustible nuclear. Funcionarios iraníes declararon que se haría un intercambio de 1200 kilogramos de uranio enriquecido por combustible nuclear para reactores de investigación médica, el intercambio se realizaría en Turquía.
Se ha dedicado también a buscar nuevas rutas comerciales con países con los cuales Brasil casi no se relacionaba en el pasado, como el mundo árabe y África. En su política exterior Lula fue promotor de la reforma del Consejo de Seguridad de Naciones Unidas, buscando que Brasil fuese un miembro permanente del mismo.

### Programas sociales
Un minucioso retrato de la realidad brasileña (divulgado a finales de noviembre por el IBGE) muestra que el gobierno del presidente Lula estaba haciendo de Brasil un país menos desigual; y de acuerdo con la encuesta PNAD, la FGV divulgó el estudio, demostrando que la tasa de pobreza del año 2007 bajó un 11 % comparada con la de 2006.
Su principal programa social, Beca Familia, que tiene como objetivo atender, en 2007, a 13 200 000 familias, es considerado el mayor programa de transferencia de renta del mundo, contando con recursos de unos R$10,5 billones en 2007.
Puso en marcha el programa Fome Zero («Hambre Cero»), que permitía a las familias indigentes acceder a los alimentos básicos a través de la asistencia social. Durante el primer mandato de Lula, la desnutrición infantil se redujo en un 46%. En mayo de 2010, el Programa Mundial de Alimentos (PMA) de la ONU concedió a Lula da Silva el título de «campeón mundial de la lucha contra el hambre».
El ministro de Defensa, José Viegas, aplazó hasta el año 2004, la adquisición para la Fuerza Aérea de una docena de aviones de combate de un coste total de 760 000 000 de dólares, y también la implicación de efectivos de las Fuerzas Armadas en labores de construcción civil. Más destacable, fue que Lula le encargó al Ministerio de Justicia y a la Secretaría Nacional de Derechos Humanos la elaboración de varios proyectos para entregar títulos de propiedad, a aquellos millones de habitantes que sobreviven en las favelas, las cuales han sido levantadas ilegalmente en los cinturones de miseria urbanos, y también para brindar asistencia del Estado a los jóvenes de estas áreas marginales que desearan abandonar el submundo de las drogas.
Lula da Silva, de religión católica, se pronunció a favor de legalizar el aborto, con lo que provocó la oposición del Vaticano. También apoya la legalización del matrimonio entre personas del mismo sexo.

### Política educativa
En el campo de la educación podemos ver cómo Lula da Silva ha conseguido alcanzar fuertes niveles de escolarización en todos los ámbitos, tanto universitarios como primarios, y en muchas regiones del país. En solo treinta y seis meses la población no escolarizada ha sido reducida entre 18 % y 29 %, considerando el grupo de cuatro a diecisiete años de edad.
Con la creación del FUNDEB (Fondo de Manutención y Desenvolvimiento de Educación Básica), el gobierno Lula espera atender 47 000 000 de estudiantes brasileños, con inversiones anuales de hasta R$ 7,3 billones.
En el área de educación superior, el PROUNI (Programa Universidad Para Todos), se destaca como el mayor programa de becas de estudio de la historia de la educación brasileña y latinoamericana, posibilitando el acceso de millares de jóvenes a la educación y estimulando el proceso de incluirse en la sociedad. En el año 2007, el PROUNI ofreció 265 000 becas de estudio en 1985 instituciones en todo el país. El gobierno también invirtió en la creación de once nuevas Universidades públicas federales, interiorizando el acceso a educación de calidad, pública y gratuita. Actualmente, las universidades federales ofrecen 135 000 plazas gratuitas.
El programa ProUni da apoyo a los estudiantes de las familias modestas, mientras que la duración media de la escolarización pasó de 6,1 años en 1995 a 8,3 en 2010.
En relación con la mortalidad infantil, Brasil también avanzó bajo el gobierno de Lula. La tasa de mortalidad infantil bajó de 35,87 por mil (a fines de 2002) al 21,17 por mil (a principios de 2011).

### Política laboral
En su asunción, el 1 de enero de 2003, en el acto de toma de posesión, Lula anunció la política que tomaría para la lucha contra la pobreza. Durante los primeros meses de su presidencia, se inició el proyecto Hambre Cero, destinado a seis millones y medio de familias, para poder realizar este proyecto, se consiguió un millón de dólares en concepto de asistencia técnica de la Organización de las Naciones Unidas para la Agricultura y la Alimentación.
Inmediatamente se lanzó el Plan Nacional para la Erradicación del Trabajo Esclavo. Los fiscales especiales de trabajo han liberado a más de 13 000 trabajadores en estado de esclavitud o trabajo degradante desde 2003.
Al concretarse esto, también se consiguió una subida del 20 % en el salario mínimo nacional, y se lanzó una reducción de un 16 % del gasto público, gracias a un programa de recortes en las pensiones y un aumento de la edad de jubilación de los funcionarios. A pesar de la oposición masiva de la función pública y de varias partes del propio partido de Lula, la reforma de la Previsión Social aprobada por el Parlamento sentaba las bases para un aparato de Estado más productivo, más justo y menos costoso.

### Escándalo de las mensualidades
Su pujante ascenso político y su gobierno, respetado nacional e internacionalmente, se vio salpicado por escándalos de corrupción de su partido, que recibió el nombre de «Mensalón» (o «escándalo de las mensualidades»), en 2005.
El diputado federal y presidente del Partido Laborista Brasileño (PTB), Roberto Jefferson, denunció que el tesorero del Partido de los Trabajadores (PT, de Lula), Delúbio Soares, pagaba jugosas mensualidades a diputados del PTB para que votaran según la orientación del bloque oficialista.
El escándalo tuvo múltiples ramificaciones e involucró no solo a dirigentes históricos del PT, sino varios niveles del Ejecutivo federal y se extendió a todos los grandes partidos. Sin embargo Lula logró salir airoso de esta crisis y su partido aceptó formalmente que fuera su candidato en busca de la reelección.

### Medio ambiente
Lula da Silva realizó una importante tarea para disminuir la tendencia de deforestación. La edición especial de la revista estadounidense National Geographic, titulada «EarthPulse, State of the Earth 2010» informó que entre los años 2000 a 2005, Brasil encabezaba la lista mundial de países con mayor tasa de deforestación, con 34 700 km² (como un rectángulo de 347 km × 100 km) anuales, y que corresponde a 2,4 veces la deforestación del segundo país en la lista: Indonesia.
Sin embargo, a partir de 2004, Lula inició la creación de áreas de conservación y reservas indígenas que condujeron a una reducción sustancial de la deforestación.
Lula disminuyó drásticamente la deforestación, desde 34 700 km² por año (2004) a 4500 km² por año (al terminar su mandato, en 2011).

### Deportes
Brasil obtuvo las sedes de dos de los eventos deportivos más importantes a nivel mundial; la Copa Mundial de Fútbol de 2014 y los Juegos Olímpicos de 2016 que se realizaron en Río de Janeiro.

### Segundo período presidencial (2007-2011)

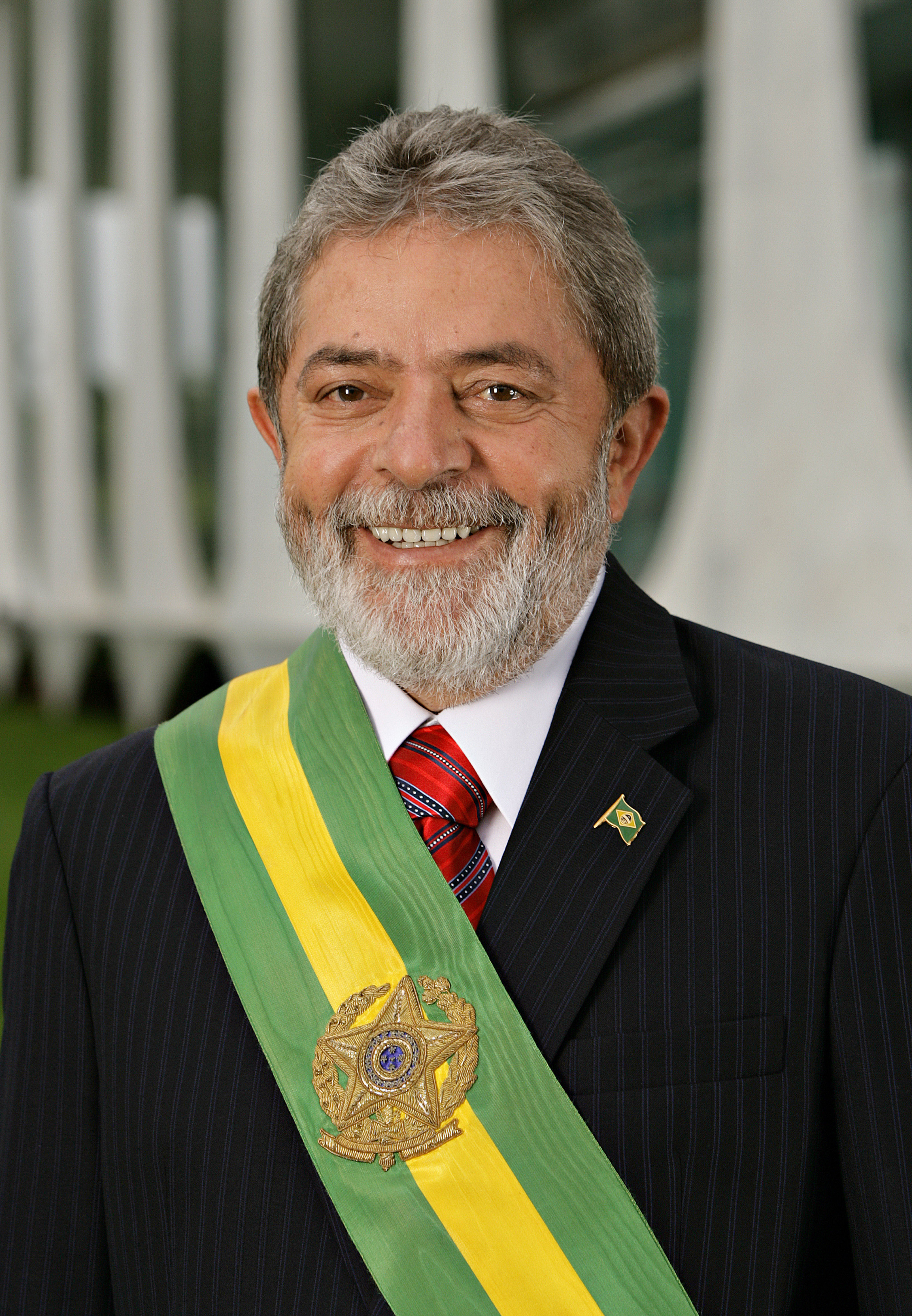
Retrato oficial como presidente, 2007

Fue candidato a la presidencia en las elecciones presidenciales del domingo 1 de octubre de 2006 y obtuvo un 48,61 % de los votos contra un 41,64 % del socialdemócrata Geraldo Alckmin, por lo que se debió realizar una segunda vuelta electoral. En ellas, triunfó con un amplio margen, obteniendo el 60,82 % de los votos populares, convirtiéndose en el presidente de Brasil hasta el año 2010, nuevamente, con el mayor número de votos de la historia democrática brasileña, siendo más de 58 000 000 de votos.
El 28 de enero de 2010, Lula sufrió una crisis de hipertensión, justo cuando estaba por abordar el avión que lo llevaría a la cumbre. Según los médicos esta crisis fue provocada por estrés y cansancio. Recibió en esa mañana el alta tras permanecer internado durante toda la noche en el Hospital Portugués de Recife.
El 27 de diciembre de 2011 se dio a conocer que en 2010 (el último año de gobierno de Lula) Brasil se había convertido en la sexta economía mundial (por encima de Reino Unido), pese a que informaron una recesión brasileña a causa de la crisis internacional, pero la misma tiene más efecto negativo en los países europeos, de ahí proviene el alza del «gigante sudamericano» dentro de las potencias mundiales.

### Gabinete Gubernamental (2003-2011)
| Ministerios del Gobierno de Luiz Inácio Lula da Silva           | Ministerios del Gobierno de Luiz Inácio Lula da Silva    | Ministerios del Gobierno de Luiz Inácio Lula da Silva | Ministerios del Gobierno de Luiz Inácio Lula da Silva | Ministerios del Gobierno de Luiz Inácio Lula da Silva | Ministerios del Gobierno de Luiz Inácio Lula da Silva |
| Ministerio                                                      | Titular                                                  | Partido                                               | Partido                                               | inicio                                                | final                                                 |
| --------------------------------------------------------------- | -------------------------------------------------------- | ----------------------------------------------------- | ----------------------------------------------------- | ----------------------------------------------------- | ----------------------------------------------------- |
| Ministerio de Agricultura, Ganadería y Abastecimiento           | Roberto Rodriguez                                        |                                                       | Independiente                                         | 1 de enero de 2003                                    | 30 de junio de 2006                                   |
| Ministerio de Agricultura, Ganadería y Abastecimiento           | Luis Carlos Guedes Pinto                                 |                                                       | Independiente                                         | 3 de julio de 2006                                    | 22 de marzo de 2007                                   |
| Ministerio de Agricultura, Ganadería y Abastecimiento           | Reinhold Stėphanes                                       |                                                       | Movimiento Democrático Brasileño                      | 22 de marzo de 2007                                   | 24 de abril de 2010                                   |
| Ministerio de Agricultura, Ganadería y Abastecimiento           | Wagner Rossi                                             |                                                       | Movimiento Democrático Brasileño                      | 24 de abril de 2010                                   | 31 de diciembre de 2010                               |
| Ministerio de Ciudades                                          | Olívio Dutra                                             |                                                       | Partido de los Trabajadores                           | 1 de enero de 2003                                    | 20 de julio de 2005                                   |
| Ministerio de Ciudades                                          | Marcio Fortes de Almeida                                 |                                                       | Progresistas                                          | 21 de julio de 2005                                   | 31 de diciembre de 2010                               |
| Ministerio de Ciencia, Tecnología e Innovación                  | Roberto Amaral                                           |                                                       | Partido Socialista Brasileño                          | 1 de enero de 2003                                    | 21 de enero de 2004                                   |
| Ministerio de Ciencia, Tecnología e Innovación                  | Eduardo Campos                                           |                                                       | Partido Socialista Brasileño                          | 23 de enero de 2004                                   | 18 de julio de 2005                                   |
| Ministerio de Ciencia, Tecnología e Innovación                  | Sergio Machado Rezende                                   |                                                       | Independiente                                         | 19 de julio de 2005                                   | 31 de diciembre de 2010                               |
| Ministerio de Comunicaciones                                    | Miró Teixeira                                            |                                                       | Partido Popular Socialista                            | 1 de enero de 2003                                    | 23 de enero de 2004                                   |
| Ministerio de Comunicaciones                                    | Eunício Oliveira                                         |                                                       | Movimiento Democrático Brasileño                      | 23 de enero de 2004                                   | 8 de julio de 2005                                    |
| Ministerio de Comunicaciones                                    | Helio Costa                                              |                                                       | Movimiento Democrático Brasileño                      | 8 de julio de 2005                                    | 31 de marzo de 2010                                   |
| Ministerio de Comunicaciones                                    | José Artur Filardi                                       |                                                       | Movimiento Democrático Brasileño                      | 31 de marzo de 2010                                   | 1 de enero de 2011                                    |
| Ministerio de Cultura                                           | Gilberto Gil                                             |                                                       | Independiente                                         | 1 de enero de 2003                                    | 30 de julio de 2008                                   |
| Ministerio de Cultura                                           | Juca Ferreira                                            |                                                       | Partido de los Trabajadores                           | 30 de julio de 2008                                   | 31 de diciembre de 2010                               |
| Ministerio de Defensa                                           | José Viegas Filho                                        |                                                       | Independiente                                         | 1 de enero de 2003                                    | 8 de noviembre de 2004                                |
| Ministerio de Defensa                                           | José Alencar                                             |                                                       | Partido Liberal                                       | 8 de noviembre de 2004                                | 31 de marzo de 2006                                   |
| Ministerio de Defensa                                           | Waldir Pires                                             |                                                       | Partido de los Trabajadores                           | 31 de marzo de 2006                                   | 25 de junio de 2007                                   |
| Ministerio de Defensa                                           | Nelson Jobim                                             |                                                       | Movimiento Democrático Brasileño                      | 25 de junio de 2007                                   | 31 de diciembre de 2010                               |
| Ministerio de Deportes                                          | Agnelo Queiroz                                           |                                                       | Partido de los Trabajadores                           | 1 de enero de 2003                                    | 1 de febrero de 2003                                  |
| Ministerio de Deportes                                          | Francisco Gil Castello Branco Neto (interino)            |                                                       |                                                       | 1 de febrero de 2003                                  | 2 de febrero de 2003                                  |
| Ministerio de Deportes                                          | Agnelo Queiroz                                           |                                                       | Partido de los Trabajadores                           | 2 de febrero de 2003                                  | 1 de abril de 2006                                    |
| Ministerio de Deportes                                          | Orlando Silva                                            |                                                       | Partido Comunista de Brasil                           | 1 de abril de 2006                                    | 1 de enero de 2011                                    |
| Ministerio de Desarrollo Agrario                                | Miguel Rossetto                                          |                                                       | Partido de los Trabajadores                           | 1 de enero de 2003                                    | 31 de marzo de 2006                                   |
| Ministerio de Desarrollo Agrario                                | Guilherme Cassel (interino hasta el 27 de junio de 2006) |                                                       | Partido de los Trabajadores                           | 3 de abril de 2006                                    | 31 de diciembre de 2010                               |
| Ministerio de Desarrollo, Industria y Comercio Exterior         | Luiz Fernando Furlan                                     |                                                       | Independiente                                         | 1 de enero de 2003                                    | 29 de marzo de 2007                                   |
| Ministerio de Desarrollo, Industria y Comercio Exterior         | Miguel Jorge                                             |                                                       | Independiente                                         | 29 de marzo de 2007                                   | 31 de diciembre de 2010                               |
| Ministerio de Desarrollo Social y Lucha Contra el Hambre        | Patrus Ananias                                           |                                                       | Partido de los Trabajadores                           | 23 de enero de 2004                                   | 31 de marzo de 2010                                   |
| Ministerio de Desarrollo Social y Lucha Contra el Hambre        | Márcia Lopes                                             |                                                       | Partido de los Trabajadores                           | 31 de marzo de 2010                                   | 1 de enero de 2011                                    |
| Ministerio de Educación                                         | Cristovam Buarque                                        |                                                       | Partido de los Trabajadores                           | 1 de enero de 2003                                    | 27 de enero de 2004                                   |
| Ministerio de Educación                                         | Tarso Genro                                              |                                                       | Partido de los Trabajadores                           | 27 de enero de 2004                                   | 29 de julio de 2005                                   |
| Ministerio de Educación                                         | Fernando Haddad                                          |                                                       | Partido de los Trabajadores                           | 29 de julio de 2005                                   | 1 de enero de 2011                                    |
| Ministerio de Hacienda                                          | Antonio Palocci                                          |                                                       | Partido de los Trabajadores                           | 1 de enero de 2003                                    | 27 de marzo de 2006                                   |
| Ministerio de Hacienda                                          | Guido Mantega                                            |                                                       | Partido de los Trabajadores                           | 27 de marzo de 2006                                   | 1 de enero de 2011                                    |
| Ministerio de Integración Nacional                              | Ciro Gomes                                               |                                                       | Partido Socialista Brasileño                          | 1 de enero de 2003                                    | 31 de marzo de 2006                                   |
| Ministerio de Integración Nacional                              | Pedro Brito                                              |                                                       | Partido Socialista Brasileño                          | 3 de abril de 2006                                    | 16 de marzo de 2007                                   |
| Ministerio de Integración Nacional                              | Geddel Vieira Lima                                       |                                                       | Movimiento Democrático Brasileño                      | 16 de marzo de 2007                                   | 31 de marzo de 2010                                   |
| Ministerio de Integración Nacional                              | Juan Santana                                             |                                                       |                                                       | 31 de marzo de 2010                                   | 31 de diciembre de 2010                               |
| Ministerio de Justicia                                          | Márcio Thomaz Bastos                                     |                                                       | Independiente                                         | 1 de enero de 2003                                    | 16 de marzo de 2007                                   |
| Ministerio de Justicia                                          | Tarso Genro                                              |                                                       | Partido de los Trabajadores                           | 16 de marzo de 2007                                   | 10 de febrero de 2010                                 |
| Ministerio de Justicia                                          | Luiz Paulo Barreto                                       |                                                       | Independiente                                         | 10 de febrero de 2010                                 | 1 de enero de 2011                                    |
| Ministerio de Medio Ambiente                                    | Marina Silva                                             |                                                       | Partido de los Trabajadores                           | 1 de enero de 2003                                    | 27 de mayo de 2008                                    |
| Ministerio de Medio Ambiente                                    | Carlos Minc                                              |                                                       | Partido de los Trabajadores                           | 27 de mayo de 2008                                    | 30 de marzo de 2010                                   |
| Ministerio de Medio Ambiente                                    | Izabella Teixeira                                        |                                                       | Independiente                                         | 30 de marzo de 2010                                   | 1 de enero de 2011                                    |
| Ministerio de Minas y Energía                                   | Dilma Rousseff                                           |                                                       | Partido de los Trabajadores                           | 1 de enero de 2003                                    | 21 de junio de 2005                                   |
| Ministerio de Minas y Energía                                   | Mauricio Tolmasquim (interino)                           |                                                       | Independiente                                         | 21 de junio de 2005                                   | 8 de julio de 2005                                    |
| Ministerio de Minas y Energía                                   | Silas Rondeau                                            |                                                       | Movimiento Democrático Brasileño                      | 8 de julio de 2005                                    | 24 de mayo de 2007                                    |
| Ministerio de Minas y Energía                                   | Nelson José Hubner Moreira (interino)                    |                                                       |                                                       | 24 de mayo de 2007                                    | 21 de enero de 2008                                   |
| Ministerio de Minas y Energía                                   | Edison Lobão                                             |                                                       | Movimiento Democrático Brasileño                      | 21 de enero de 2008                                   | 31 de marzo de 2010                                   |
| Ministerio de Minas y Energía                                   | Marcio Zimmermann                                        |                                                       | Independiente                                         | 31 de marzo de 2010                                   | 31 de diciembre de 2010                               |
| Ministerio de Pesca y Acuicultura                               | José Fritsch                                             |                                                       | Partido de los Trabajadores                           | 1 de enero de 2003                                    | 31 de marzo de 2006                                   |
| Ministerio de Pesca y Acuicultura                               | Altermir Gregolín                                        |                                                       | Partido de los Trabajadores                           | 3 de abril de 2006                                    | 31 de diciembre de 2010                               |
| Ministerio de Planificación, Presupuesto y Gestión              | Guido Mantega                                            |                                                       | Partido de los Trabajadores                           | 1 de enero de 2003                                    | 18 de noviembre de 2004                               |
| Ministerio de Planificación, Presupuesto y Gestión              | Nelson Machado                                           |                                                       | Independiente                                         | 18 de noviembre de 2004                               | 22 de marzo de 2005                                   |
| Ministerio de Planificación, Presupuesto y Gestión              | Paulo Bernardo Silva                                     |                                                       | Partido de los Trabajadores                           | 22 de marzo de 2005                                   | 1 de enero de 2011                                    |
| Ministerio de Relaciones Exteriores                             | Celso Amorim                                             |                                                       | Partido de los Trabajadores                           | 1 de enero de 2003                                    | 31 de diciembre de 2010                               |
| Ministerio de Salud                                             | Humberto Costa                                           |                                                       | Partido de los Trabajadores                           | 1 de enero de 2003                                    | 8 de julio de 2005                                    |
| Ministerio de Salud                                             | José Saraiva Felipe                                      |                                                       | Movimiento Democrático Brasileño                      | 8 de julio de 2005                                    | 31 de marzo de 2006                                   |
| Ministerio de Salud                                             | Agenor Álvares                                           |                                                       | Independiente                                         | 31 de marzo de 2006                                   | 16 de marzo de 2007                                   |
| Ministerio de Salud                                             | José Gomes Temporão                                      |                                                       | Partido Socialista Brasileño                          | 16 de marzo de 2007                                   | 31 de diciembre de 2010                               |
| Ministerio de Seguridad Social                                  | Ricardo Berzoini                                         |                                                       | Partido de los Trabajadores                           | 1 de enero de 2003                                    | 23 de enero de 2004                                   |
| Ministerio de Seguridad Social                                  | Amir Lando                                               |                                                       | Movimiento Democrático Brasileño                      | 23 de enero de 2004                                   | 22 de marzo de 2005                                   |
| Ministerio de Seguridad Social                                  | Romero Jucá Filho                                        |                                                       | Movimiento Democrático Brasileño                      | 22 de marzo de 2005                                   | 21 de julio de 2005                                   |
| Ministerio de Seguridad Social                                  | Nelson Machado                                           |                                                       |                                                       | 21 de julio de 2005                                   | 29 de marzo de 2007                                   |
| Ministerio de Seguridad Social                                  | Luiz Marinho                                             |                                                       | Partido de los Trabajadores                           | 29 de marzo de 2007                                   | 3 de junio de 2008                                    |
| Ministerio de Seguridad Social                                  | Carlos Eduardo Gabas (interino)                          |                                                       | Partido de los Trabajadores                           | 3 de junio de 2008                                    | 11 de junio de 2008                                   |
| Ministerio de Seguridad Social                                  | José Barroso Pimentel                                    |                                                       | Partido de los Trabajadores                           | 11 de junio de 2008                                   | 30 de marzo de 2010                                   |
| Ministerio de Seguridad Social                                  | Carlos Eduardo Gabas                                     |                                                       | Partido de los Trabajadores                           | 31 de marzo de 2010                                   | 31 de diciembre de 2010                               |
| Ministerio de Trabajo y Empleo                                  | Jaques Wagner                                            |                                                       | Partido de los Trabajadores                           | 1 de enero de 2003                                    | 23 de enero de 2004                                   |
| Ministerio de Trabajo y Empleo                                  | Ricardo Berzoini                                         |                                                       | Partido de los Trabajadores                           | 23 de enero de 2004                                   | 12 de julio de 2005                                   |
| Ministerio de Trabajo y Empleo                                  | Luiz Marinho                                             |                                                       | Partido de los Trabajadores                           | 12 de julio de 2005                                   | 29 de marzo de 2007                                   |
| Ministerio de Trabajo y Empleo                                  | Carlos Lupi                                              |                                                       | Partido Democrático Laborista                         | 29 de marzo de 2007                                   | 1 de enero de 2011                                    |
| Ministerio de Transportes                                       | Anderson Adauto                                          |                                                       | Partido Liberal                                       | 1 de enero de 2003                                    | 15 de marzo de 2004                                   |
| Ministerio de Transportes                                       | Alfredo Pereira do Nascimento                            |                                                       | Partido Liberal                                       | 15 de marzo de 2004                                   | 31 de marzo de 2006                                   |
| Ministerio de Transportes                                       | Paulo Sérgio Passos                                      |                                                       | Partido de la República                               | 3 de abril de 2006                                    | 29 de marzo de 2007                                   |
| Ministerio de Transportes                                       | Alfredo Pereira do Nascimento                            |                                                       | Partido de la República                               | 29 de marzo de 2007                                   | 31 de marzo de 2010                                   |
| Ministerio de Transportes                                       | Paulo Sérgio Passos                                      |                                                       | Partido de la República                               | 1 de abril de 2010                                    | 1 de enero de 2011                                    |
| Ministerio de Turismo                                           | Walfrido dos Mares Guía                                  |                                                       | Partido Laborista Brasileño                           | 1 de enero de 2003                                    | 22 de marzo de 2007                                   |
| Ministerio de Turismo                                           | Marta Suplicy                                            |                                                       | Partido de los Trabajadores                           | 23 de marzo de 2007                                   | 3 de junio de 2008                                    |
| Ministerio de Turismo                                           | Luiz Barretto Filho                                      |                                                       | Independiente                                         | 3 de junio de 2008                                    | 31 de diciembre de 2010                               |
| Organismos con Estatus de Ministerio                            |                                                          |                                                       |                                                       |                                                       |                                                       |
| Ministerio                                                      | Titular                                                  | Partido                                               | Partido                                               | inicio                                                | final                                                 |
| Casa Civil                                                      | José Dirceu                                              |                                                       | Partido de los Trabajadores                           | 1 de enero de 2003                                    | 21 de junio de 2005                                   |
| Casa Civil                                                      | Dilma Rousseff                                           |                                                       | Partido de los Trabajadores                           | 21 de junio de 2005                                   | 31 de marzo de 2010                                   |
| Casa Civil                                                      | Erenice Guerra                                           |                                                       | Independiente                                         | 1 de abril de 2010                                    | 16 de septiembre de 2010                              |
| Casa Civil                                                      | Carlos Esteves Lima                                      |                                                       | Independiente                                         | 16 de septiembre de 2010                              | 1 de enero de 2011                                    |
| Procuraduría General de la Unión                                | Álvaro Augusto Ribeiro Costa                             |                                                       | Independiente                                         | 1 de enero de 2003                                    | 11 de marzo de 2007                                   |
| Procuraduría General de la Unión                                | José Antonio Dias Toffoli                                |                                                       | Independiente                                         | 11 de marzo de 2007                                   | 23 de octubre de 2009                                 |
| Procuraduría General de la Unión                                | Luís Inácio Adams                                        |                                                       | Independiente                                         | 23 de octubre de 2009                                 | 1 de enero de 2011                                    |
| Contraloría General de la Unión                                 | Waldir Pires                                             |                                                       | Partido de los Trabajadores                           | 1 de enero de 2003                                    | 31 de marzo de 2006                                   |
| Contraloría General de la Unión                                 | Jorge Hage (interino hasta el 27 de junio de 2006)       |                                                       |                                                       | 3 de abril de 2006                                    | 31 de diciembre de 2010                               |
| Oficina de Seguridad Institucional                              | Jorge Armando Félix                                      |                                                       | Independiente                                         | 1 de enero de 2003                                    | 31 de diciembre de 2010                               |
| Secretarías con Rango de Ministerio                             |                                                          |                                                       |                                                       |                                                       |                                                       |
| Ministerio                                                      | Titular                                                  | Partido                                               | Partido                                               | inicio                                                | final                                                 |
| Secretaría General de la Presidencia de la República            | Luiz Dulci                                               |                                                       | Partido de los Trabajadores                           | 1 de enero de 2003                                    | 31 de diciembre de 2010                               |
| Secretaría de Comunicación Social                               | Luiz Gushiken                                            |                                                       | Partido de los Trabajadores                           | 1 de enero de 2003                                    | 22 de julio de 2005                                   |
| Secretaría de Comunicación Social                               | Luiz Tadeu Rigo                                          |                                                       | Independiente                                         | 1 de agosto de 2005                                   | 1 de enero de 2007                                    |
| Secretaría de Comunicación Social                               | Franklin Martíns                                         |                                                       | Independiente                                         | 1 de enero de 2007                                    | 1 de enero de 2011                                    |
| Secretaría de Relaciones Institucionales                        | Jaques Wagner                                            |                                                       | Partido de los Trabajadores                           | 20 de julio de 2005                                   | 31 de marzo de 2006                                   |
| Secretaría de Relaciones Institucionales                        | Tarso Genro                                              |                                                       | Partido de los Trabajadores                           | 3 de abril de 2006                                    | 16 de marzo de 2007                                   |
| Secretaría de Relaciones Institucionales                        | Walfrido dos Mares Guía                                  |                                                       | Partido Laborista Brasileño                           | 23 de marzo de 2007                                   | 26 de noviembre de 2007                               |
| Secretaría de Relaciones Institucionales                        | José Mucio                                               |                                                       | Partido Laborista Brasileño                           | 26 de noviembre de 2007                               | 28 de septiembre de 2009                              |
| Secretaría de Relaciones Institucionales                        | Alexandre Padilha                                        |                                                       | Partido de los Trabajadores                           | 28 de septiembre de 2009                              | 31 de diciembre de 2010                               |
| Secretaría de Asuntos Estratégicos                              | Roberto Mangabeira Unger                                 |                                                       | Independiente                                         | 18 de junio de 2007                                   | 30 de junio de 2009                                   |
| Secretaría de Asuntos Estratégicos                              | Samuel Guimarães                                         |                                                       | Independiente                                         | 20 de octubre de 2009                                 | 1 de enero de 2011                                    |
| Secretaría de Derechos Humanos                                  | Nilmário Miranda                                         |                                                       | Partido de los Trabajadores                           | 1 de enero de 2003                                    | 10 de agosto de 2005                                  |
| Secretaría de Derechos Humanos                                  | Mario Mamede Filho                                       |                                                       | Partido de los Trabajadores                           | 10 de agosto de 2005                                  | 21 de diciembre de 2005                               |
| Secretaría de Derechos Humanos                                  | Paulo Vannuchi                                           |                                                       | Partido de los Trabajadores                           | 21 de diciembre de 2005                               | 1 de enero de 2011                                    |
| Secretaría de Políticas para las Mujeres                        | Emília Fernandes                                         |                                                       | Partido de los Trabajadores                           | 1 de enero de 2003                                    | 24 de enero de 2004                                   |
| Secretaría de Políticas para las Mujeres                        | Nilcéia Freire                                           |                                                       | Partido de los Trabajadores                           | 29 de enero de 2004                                   | 1 de enero de 2011                                    |
| Secretaría de Políticas para la Promoción de la Igualdad Racial | Matilde Ribeiro                                          |                                                       | Partido de los Trabajadores                           | 21 de marzo de 2003                                   | 6 de febrero de 2008                                  |
| Secretaría de Políticas para la Promoción de la Igualdad Racial | Martvs Antonio Alves das Changas (interino)              |                                                       | Partido de los Trabajadores                           | 6 de febrero de 2008                                  | 20 de febrero de 2008                                 |
| Secretaría de Políticas para la Promoción de la Igualdad Racial | Edson Santos                                             |                                                       | Partido de los Trabajadores                           | 20 de febrero de 2008                                 | 31 de marzo de 2010                                   |
| Secretaría de Políticas para la Promoción de la Igualdad Racial | Eloi Ferreira                                            |                                                       | Partido de los Trabajadores                           | 31 de marzo de 2010                                   | 31 de diciembre de 2010                               |
| Secretaría de Puertos                                           | Pedro Brito                                              |                                                       | Partido Socialista Brasileño                          | 15 de mayo de 2007                                    | 31 de diciembre de 2010                               |

## Escándalos de corrupción

### Arresto
El 4 de marzo de 2016, Lula fue arrestado y su casa fue allanada en una causa que investigaba a la empresa Petrobras por corrupción. Esto ocurrió en el marco de la operación anticorrupción Lava Jato, liderada por el juez Sérgio Moro, y se relacionaba con sobornos a políticos y empresarios usando recursos de la empresa Petrobras. Según los acusadores, Lula habría recibido 8 millones de dólares entre pagos por conferencias, viajes y regalos. Lula negó esas imputaciones y sobre el proceso declaró, «me sentí un prisionero en mi país».

#### Nombramiento como ministro de la Casa Civil
En medio de este escándalo, el 16 de marzo la presidenta Dilma Rousseff lo nombró ministro de la Casa Civil, equivalente a primer ministro.
Algunos detractores de Lula presumieron que era una estrategia para evitar la cárcel gracias a la inmunidad del cargo.
Según supuestas escuchas telefónicas, Rouseff envió a Lula un documento de nombramiento, que Lula debía hacer efectivo en caso de estar en riesgo de ser arrestado.

Usa este papel solo si lo necesitas. Es el acta [de ministro].
Dilma Rouseff a Lula, en llamada telefónica del 16 de marzo de 2016.

Un día después, el 17 de marzo, el nombramiento fue suspendido por el magistrado Itagiba Catta Preta Neto, del Supremo Tribunal Federal en Brasilia, señalando que tal nombramiento podría configurar delito de responsabilidad de la presidente Rousseff.
Esta decisión judicial fue el resultado de una demanda presentada por los partidos de la oposición, argumentando su nulidad debido a los procesos judiciales abiertos contra Lula.
Los «delitos de responsabilidad» son uno de los motivos que la constitución brasileña acepta para realizar un juicio político para destituir al jefe de Estado (denominado impeachment en Brasil).
El nombramiento de Lula procedió el 18 de marzo, luego de que un tribunal de Río de Janeiro levantara la medida cautelar que impedía su asunción.
Sin embargo, el mismo día el nombramiento volvió a ser suspendido por el juez Gilmar Mendes, miembro del Supremo Tribunal Federal de Brasil.

### Maniobras judiciales
El 10 de junio de 2019 se conoció a través de una extensa investigación de la revista The Intercept la filtración de documentos, conversaciones e intercambio de opiniones entre el exjuez Sergio Moro (a quien el presidente Jair Bolsonaro luego nombraría ministro de Justicia) y los fiscales de las causas que se le armaron a Lula. En esas conversaciones, Moro ordenó a los fiscales que encarcelaran a Lula Da Silva mediante su incriminación en el escándalo Lava Jato.

### Veredicto de inocencia
El 3 de julio de 2019, la Justicia de Brasil declaró absuelto por unanimidad a Lula en una de las diez causas que se armaron en su contra. Este fallo contribuye al desmoronamiento de la «operación Lava Jato».
El juicio había derivado desde una acusación sobre «compra de silencio» del exdirector de Petrobrás, Renato Duque, quien había declarado que Lula le habría pedido que destruyera todas las pruebas que pudieran demostrar el pago de sobornos a dirigentes del Partido de los Trabajadores.
La absolución se declaró pocas semanas después de que el periódico Folha de São Paulo publicara que el empresario Leo Pinheiro ―máximo accionista de la constructora OAS― había sido chantajeado por el juez Sergio Moro (que en ese momento era fiscal de la Operación Lava Jato) para que declarara falsamente contra Lula. A cambio de cometer este delito, Sergio Moro le prometió que reduciría su pena, o incluso lo haría liberar.

### Libertad
El 7 de noviembre de 2019, la Corte Suprema de Brasil decidió que el encarcelamiento de Lula da Silva ―condenado solamente en segunda instancia por el juez Sergio Moro― había sido inconstitucional. La Corte dio la orden de liberar a Lula da Silva inmediatamente.
El 18 de mayo de 2020, la Justicia brasileña declaró inocente a Lula da Silva en este caso, y afirmó que las denuncias del en ese momento fiscal Sergio Moro deberían haber presentado alguna prueba sólida que las avalara. «El fallo es pedagógico ante una acusación absurda y amontonada de suposiciones», declaró el abogado de Lula.
En 2023 la Corte Suprema de Justicia de Brasil sostuvo que la prisión de Lula fue un «error histórico».

### Elecciones de 2022
En 2022, Lula decidió postularse para un tercer mandato presidencial, como compañero para la vicepresidencia, Lula eligió a Geraldo Alckmin, un antiguo adversario político de la derecha. Esta elección tuvo como objetivo tranquilizar a los mercados financieros, dado que, mientras Lula era el líder histórico de la izquierda obrera, Alckmin, representaba a la alta burguesía conservadora paulista. La alianza también era un intento de obtener la mayoría en el Congreso Nacional, tradicionalmente dominado por el «centrão».
La coalición «Vamos juntos por Brasil», formada por nueve partidos que apoyan la candidatura de Lula, presentó un programa centrado en las cuestiones sociales y la protección del medio ambiente. Jair Bolsonaro multiplicó iniciativas en las semanas previas a la primera vuelta: aumento de los mínimos sociales, vales de energía, recortes de impuestos, presión sobre el grupo petrolero Petrobras para que baje sus tarifas, lo que llevó el precio medio de la gasolina a su nivel más bajo en dos años, lo que, unido al apoyo de las iglesias evangélicas, le permitió remontar en las encuestas.
Lula venció en segunda vuelta electoral a Jair Bolsonaro, con un 50.9% de los votos; un poco más de 60 millones de sufragios.

## Segunda presidencia (2023-presente)

### Tercer período presidencial (2023-2027)

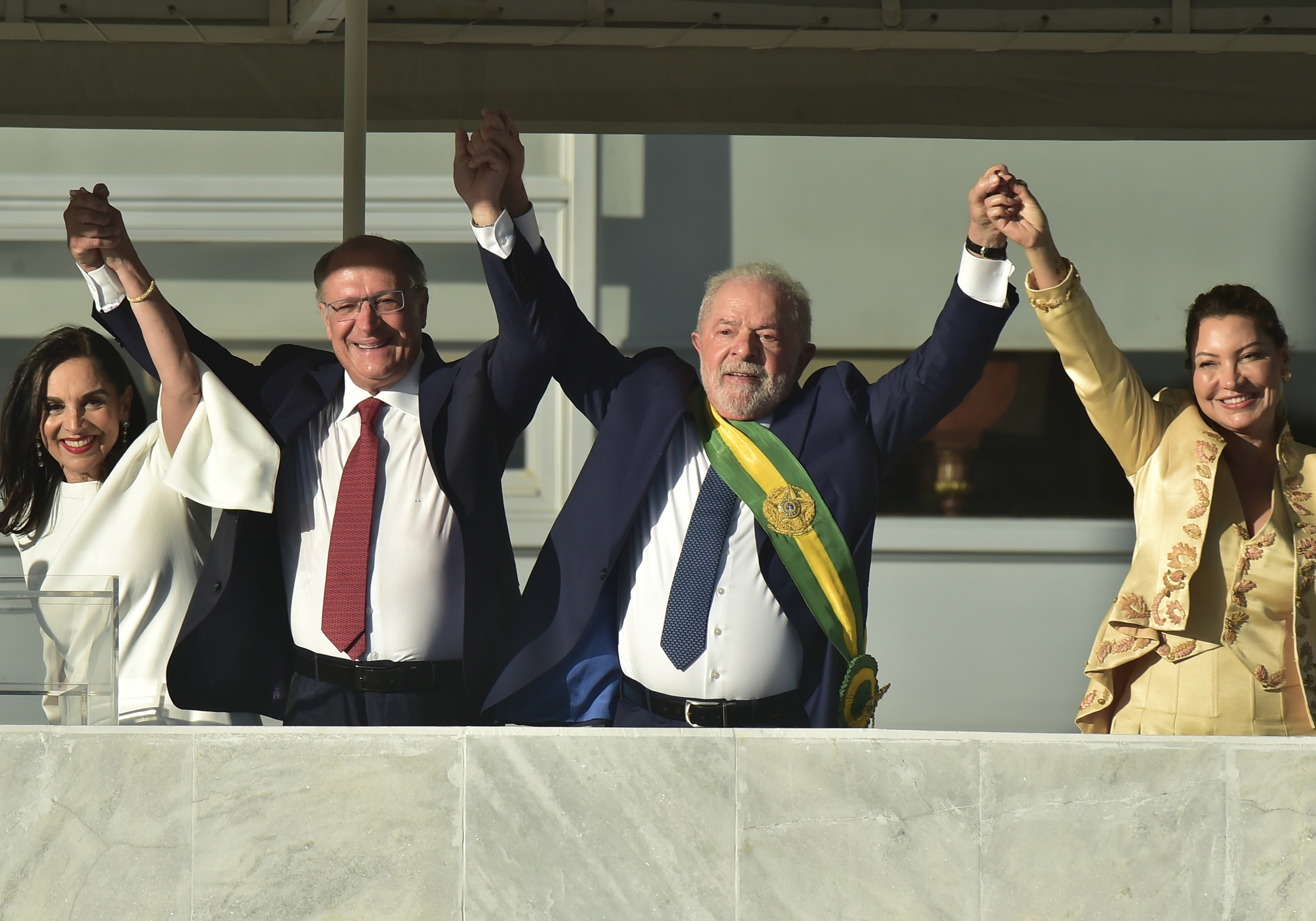
Geraldo Alckmin, vicepresidente de Brasil, junto a su esposa Lúcia; Lula, investido como presidente, junto a su tercera esposa Janja. En el salón del Palacio de Planalto.

El periodo de transición comenzó marcado por fuertes tensiones; desde la derrota de Jair Bolsonaro, impugnada por sus partidarios, se produjeron brotes de violencia en todo el país: «atentados frustrados, intentos de invasión de edificios públicos, coches y autobuses quemados, explosivos y chalecos antibalas abandonados en la carretera». El Partido Liberal de Bolsonaro exigió la anulación de parte de la votación. Finalmente Bolsonaro, al igual que su vicepresidente Hamilton Mourão, se negó a participar en el traspaso de poderes y se marchó a Estados Unidos la víspera de la toma de posesión de su sucesor.
Privado de mayoría parlamentaria, Lula llevó a cabo difíciles negociaciones con los partidos del centro, reconociendo que «formar gobierno es más difícil que ganar las elecciones». Los partidos conservadores, como el Partido Social Democrático y Unión Brasil, ganaron muchos ministerios: agricultura, energía, comunicación, turismo, transporte, ciudades y planificación. En cambio, la mayoría de los ministerios clave (economía, asuntos exteriores, justicia, defensa, educación, trabajo) fueron para figuras de izquierda. La ecologista Marina Silva volvió al ministerio de Medio Ambiente y Sonia Guajajara, figura destacada en la lucha por los pueblos indígenas, fue designada ministra de Pueblos Indígenas. Para frustrar un intento de insubordinación de los mandos de la marina y el ejército del aire, que amenazaban con dimitir de sus puestos, anunció también un nuevo escalafón para las fuerzas armadas, elegido en función de la antigüedad. Su primera visita al exterior como presidente electo fue a la Conferencia de las Naciones Unidas sobre el Cambio Climático en noviembre de 2022.
En su primer día, Lula revocó más de una decena de decretos que había ordenado su antecesor. Asimismo, restableció el funcionamiento del Fondo Amazonia, mientras que se decretó el combate contra la deforestación y se derogó una medida sobre minería ilegal. Por otro lado, suspendió la emisión de nuevos permisos de tenencia de armas y el proyecto de privatización a empresas públicas como la petrolera Petrobras o el servicio postal Correios. Firmó varias medidas provisionales, una de ellas garantiza el pago de 600 reales brasileños (106 euros) a las familias inscritas en el programa Auxilio Brasil.

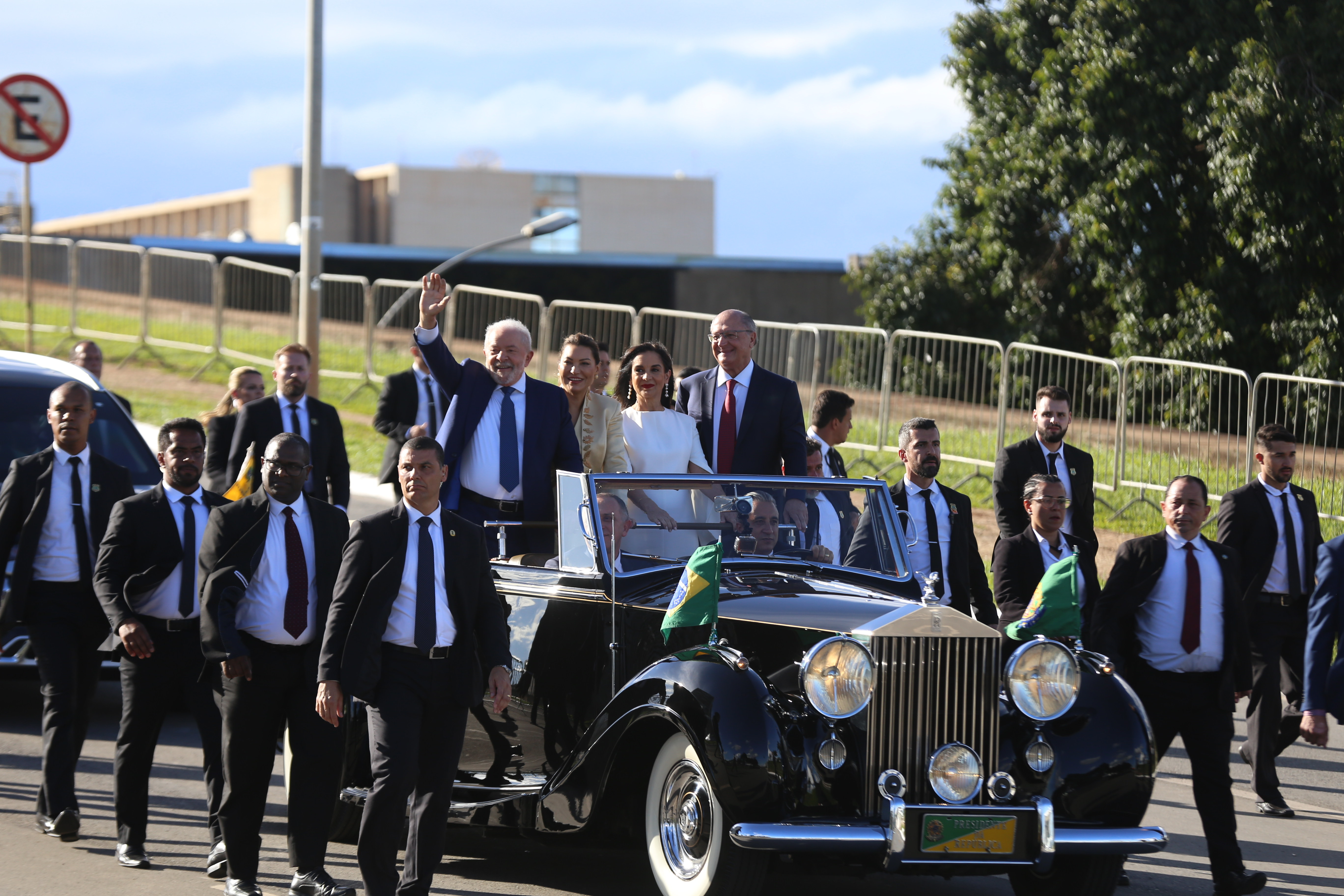
El presidente Lula y su esposa, la primera dama Janja, la segunda dama Lu Alckmin y su marido, el vicepresidente Geraldo Alckmin.

### Economía
Lula da Silva asumió en medio de una economía en proceso de debilitación, con el FMI proyectando un crecimiento económico bajo del 1% real para 2023. En los últimos 4 meses del gobierno de Bolsonaro, la actividad económica se estancó, desplomándose en 1,13% en agosto de 2022, creciendo escasamente un 0,05% en septiembre, volviendo a caer un 0,05% en octubre y registrando una caída de 0,55% en noviembre. Para enfrentar esta situación, Lula logró que el Congreso aprobara (antes de su inauguración) un plan de gasto de 33 mil millones de dólares, que incluye transferencias monetarias directas a los más pobres, expansión de la salud pública, mejoras salariales para empleados públicos, etc. Para mantener cierto equilibrio fiscal, el ministro de Hacienda Fernando Haddad anunció un plan para reducir el déficit en un 0,5-1 punto del PIB.

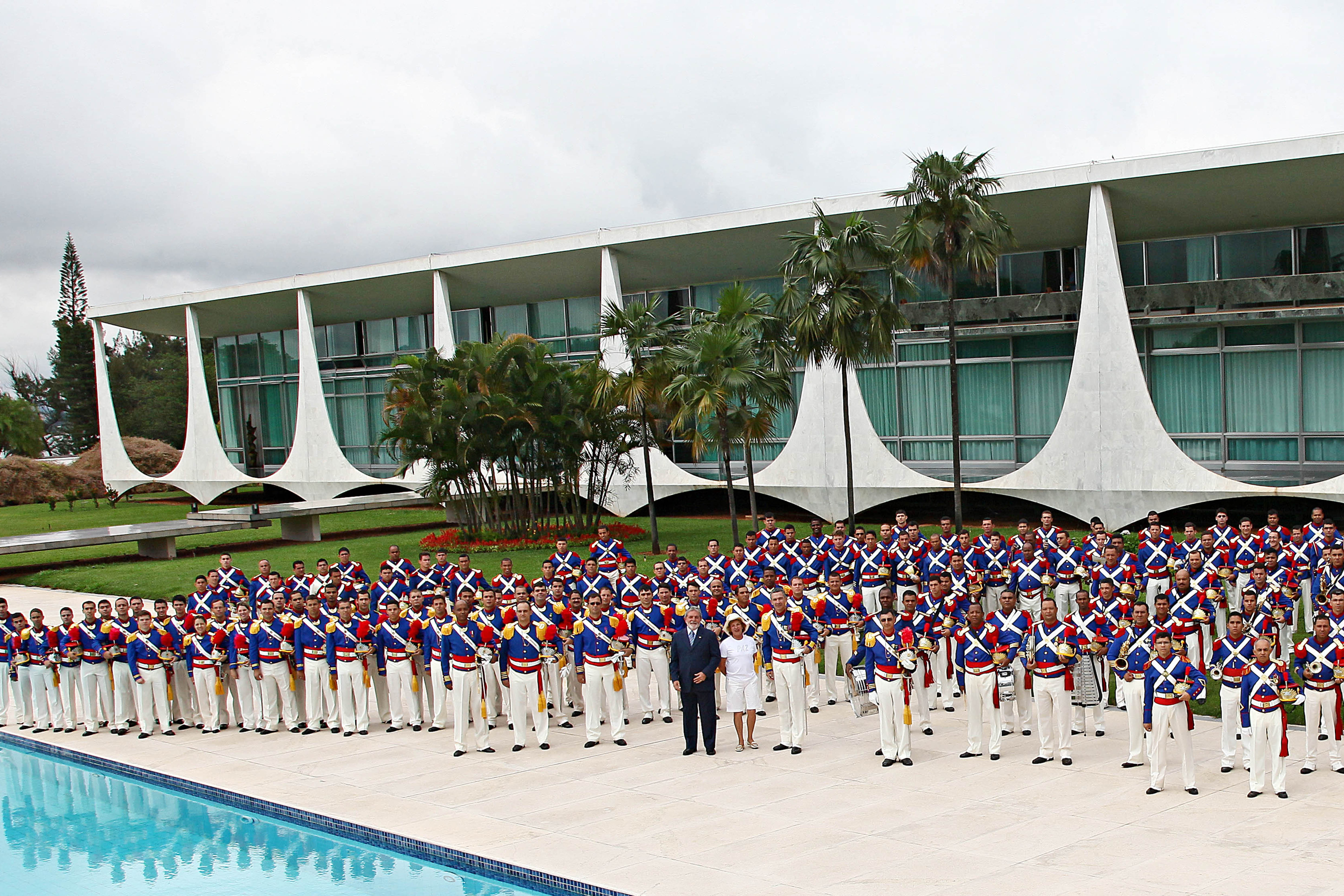
El presidente Lula junto a miembros de la Banda de la Guardia Presidencial, en el Palacio de Alvorada.

### Escándalo de espionaje Estadounidense
En julio de 2024 el periodista Fernando Morais dio a conocer a través de una investigación periodística que el gobierno de los Estados Unidos habría estado espiando a Da Silva desde 1966 en sus primeras actividades como líder sindical.
Dicha investigación arrojó un total de 819 documentos, que suman 3300 páginas, correspondientes principalmente a la CIA.
Morais afirmó a El País que entre dichos documentos se encontraban citas, sobre Da Silva, del Departamento de Estado, de la Agencia de Inteligencia de Defensa, del Departamento de Defensa, del Comando Sur y del Comando Cibernético del Ejército de los Estados Unidos.

### Gabinete Gubernamental (2023-presente)
| Ministerios del Gobierno de Luiz Inácio Lula da Silva                                                          | Ministerios del Gobierno de Luiz Inácio Lula da Silva | Ministerios del Gobierno de Luiz Inácio Lula da Silva | Ministerios del Gobierno de Luiz Inácio Lula da Silva | Ministerios del Gobierno de Luiz Inácio Lula da Silva | Ministerios del Gobierno de Luiz Inácio Lula da Silva |
| Ministerio | Titular                                               | Partido                                               | Partido                                               | inicio                                                | final                                                 |
| --- | ----------------------------------------------------- | ----------------------------------------------------- | ----------------------------------------------------- | ----------------------------------------------------- | ----------------------------------------------------- |
| Ministerio de Agricultura, Ganadería y Abastecimiento                                                          | Carlos Fávaro                                         |                                                       | Partido Social Democrático                            | 1 de enero de 2023                                    | En el cargo                                           |
| Ministerio de Ciudades                                                                                         | Jader Barbalho Filho                                  |                                                       | Movimiento Democrático Brasileño                      | 1 de enero de 2023                                    | En el cargo                                           |
| Ministerio de Ciencia, Tecnología e Innovación                                                                 | Luciana Santos                                        |                                                       | Partido Comunista de Brasil                           | 1 de enero de 2023                                    | En el cargo                                           |
| Ministerio de Comunicaciones                                                                                   | Juscelino Filho                                       |                                                       | Unión Brasil                                          | 1 de enero de 2023                                    | 8 de abril de 2025                                    |
| Ministerio de Comunicaciones                                                                                   | Frederico de Siqueira Filho                           |                                                       | Unión Brasil                                          | 24 de abril de 2025                                   | En el cargo                                           |
| Ministerio de Cultura                                                                                          | Margareth Menezes                                     |                                                       | Independiente                                         | 1 de enero de 2023                                    | En el cargo                                           |
| Ministerio de Defensa                                                                                          | José Múcio                                            |                                                       | Partido Renovación Democrática                        | 1 de enero de 2023                                    | En el cargo                                           |
| Ministerio de Deporte                                                                                          | Ana Moser                                             |                                                       | Independiente                                         | 1 de enero de 2023                                    | 6 de septiembre de 2023                               |
| Ministerio de Deporte                                                                                          | André Fufuca                                          |                                                       | Progresistas                                          | 13 de septiembre de 2023                              | En el cargo                                           |
| Ministerio de Desarrollo Agrario y Agricultura Familiar                                                        | Paulo Teixeira                                        |                                                       | Partido de los Trabajadores                           | 1 de enero de 2023                                    | En el cargo                                           |
| Ministerio de Desarrollo, Industria, Comercio y Servicios                                                      | Geraldo Alckmin                                       |                                                       | Partido Socialista Brasileño                          | 1 de enero de 2023                                    | En el cargo                                           |
| Ministerio de Desarrollo, Asistencia Social, Familia y Combate al Hambre                                       | Wellington Dias                                       |                                                       | Partido de los Trabajadores                           | 1 de enero de 2023                                    | En el cargo                                           |
| Ministerio de Derechos Humanos y Ciudadanía                                                                    | Silvio Almeida                                        |                                                       | Independiente                                         | 1 de enero de 2023                                    | 6 de septiembre de 2024                               |
| Ministerio de Derechos Humanos y Ciudadanía                                                                    | Macaé Evaristo                                        |                                                       | Partido de los Trabajadores                           |                                                       |                                                       |
| Ministerio de Educación                                                                                        | Camilo Santana                                        |                                                       | Partido de los Trabajadores                           | 1 de enero de 2023                                    | En el cargo                                           |
| Ministerio de Emprendimiento, Micro y Pequeña Empresa                                                          | Márcio França                                         |                                                       | Partido Socialista Brasileño                          | 6 de septiembre de 2023                               | En el cargo                                           |
| Ministerio de Hacienda                                                                                         | Fernando Haddad                                       |                                                       | Partido de los Trabajadores                           | 1 de enero de 2023                                    | En el cargo                                           |
| Ministerio de Gestión e Innovación en los Servicios Públicos                                                   | Esther Dweck                                          |                                                       | Independiente                                         | 1 de enero de 2023                                    | En el cargo                                           |
| Ministerio de Igualdad Racial                                                                                  | Anielle Franco                                        |                                                       | Partido de los Trabajadores                           | 1 de enero de 2023                                    | En el cargo                                           |
| Ministerio de Integración y Desarrollo Regional                                                                | Waldez Góes                                           |                                                       | Partido Democrático Laborista                         | 1 de enero de 2023                                    | En el cargo                                           |
| Ministerio de Justicia y Seguridad pública                                                                     | Flávio Dino                                           |                                                       | Partido Socialista Brasileño                          | 1 de enero de 2023                                    | 1 de febrero de 2024                                  |
| Ministerio de Justicia y Seguridad pública                                                                     | Ricardo Lewandowski                                   |                                                       | Independiente                                         | 1 de febrero de 2024                                  | En el cargo                                           |
| Ministerio de Ambiente y Cambio Climático                                                                      | Marina Silva                                          |                                                       | Red de Sostenibilidad                                 | 1 de enero de 2023                                    | En el cargo                                           |
| Ministerio de Minas y Energía                                                                                  | Alexandre Silveira                                    |                                                       | Partido Social Democrático                            | 1 de enero de 2023                                    | En el cargo                                           |
| Ministerio de Mujeres                                                                                          | Cida Gonçalves                                        |                                                       | Partido de los Trabajadores                           | 1 de enero de 2023                                    | 5 de mayo de 2025                                     |
| Ministerio de Mujeres                                                                                          | Márcia Lopes                                          |                                                       | Partido de los Trabajadores                           | 5 de mayo de 2025                                     | En el cargo                                           |
| Ministerio de Pesca y Acuicultura                                                                              | André de Paula                                        |                                                       | Partido Social Democrático                            | 1 de enero de 2023                                    | En el cargo                                           |
| Ministerio de Planificación y Presupuesto                                                                      | Simone Tebet                                          |                                                       | Movimiento Democrático Brasileño                      | 1 de enero de 2023                                    | En el Cargo                                           |
| Ministerio de Puertos y Aeropuertos                                                                            | Márcio França                                         |                                                       | Partido Socialista Brasileño                          | 1 de enero de 2023                                    | 13 de septiembre de 2023                              |
| Ministerio de Puertos y Aeropuertos                                                                            | Silvio Costa Filho                                    |                                                       | Republicanos                                          | 13 de septiembre de 2023                              | En el cargo                                           |
| Ministerio de Pueblos Indígenas                                                                                | Sônia Guajajara                                       |                                                       | Partido Socialismo y Libertad                         | 1 de enero de 2023                                    | En el cargo                                           |
| Ministerio de Relaciones Exteriores                                                                            | Mauro Vieira                                          |                                                       | Independiente                                         | 1 de enero de 2023                                    | En el cargo                                           |
| Ministerio de Seguridad Social                                                                                 | Carlos Lupi                                           |                                                       | Partido Democrático Laborista                         | 1 de enero de 2023                                    | En el cargo                                           |
| Ministerio de Salud                                                                                            | Nisia Trindade Lima                                   |                                                       | Independiente                                         | 1 de enero de 2023                                    | 10 de marzo de 2025                                   |
| Ministerio de Salud                                                                                            | Alexandre Padilha                                     |                                                       | Partido de los Trabajadores                           | 10 de marzo de 2025                                   | En el cargo                                           |
| Ministerio de Trabajo y Empleo                                                                                 | Luiz Marinho                                          |                                                       | Partido de los Trabajadores                           | 1 de enero de 2023                                    | En el cargo                                           |
| Ministerio de Transportes                                                                                      | Renan Filho                                           |                                                       | Movimiento Democrático Brasileño                      | 1 de enero de 2023                                    | En el cargo                                           |
| Ministerio de Turismo                                                                                          | Daniela Carneiro                                      |                                                       | Unión Brasil                                          | 1 de enero de 2023                                    | 14 de julio de 2023                                   |
| Ministerio de Turismo                                                                                          | Celso Sabino                                          |                                                       | Unión Brasil                                          | 14 de julio de 2023                                   | En el cargo                                           |
| Organismos con Estatus de Ministerio                                                                           |                                                       |                                                       |                                                       |                                                       |                                                       |
| Ministerio | Titular                                               | Partido                                               | Partido                                               | inicio                                                | final                                                 |
| Casa Civil | Rui Costa                                             |                                                       | Partido de los Trabajadores                           | 1 de enero de 2023                                    | En el cargo                                           |
| Procuraduría General de la Unión                                                                               | Jorge Messias                                         |                                                       | Partido de los Trabajadores                           | 1 de enero de 2023                                    | En el cargo                                           |
| Controladoria General de la Unión                                                                              | Vinicius Marques de Carvalho                          |                                                       | Independiente                                         | 1 de enero de 2023                                    | En elcargo                                            |
| Oficina de Seguridad Institucional                                                                             | Gonçalves Dias                                        |                                                       | Independiente                                         | 1 de enero de 2023                                    | 19 de abril de 2023                                   |
| Oficina de Seguridad Institucional                                                                             | Ricardo Capelli (interino)                            |                                                       | Independiente                                         | 19 de abril de 2023                                   | 4 de mayo de 2023                                     |
| Oficina de Seguridad Institucional                                                                             | Marcos Amaro dos Santos                               |                                                       | Independiente                                         | 4 de mayo de 2023                                     | En el cargo                                           |
| Secretarías con Rango de Ministerio                                                                            |                                                       |                                                       |                                                       |                                                       |                                                       |
| Ministerio | Titular                                               | Partido                                               | Partido                                               | inicio                                                | final                                                 |
| Secretaría General de la Presidencia de la República                                                           | Márcio Macêdo                                         |                                                       | Partido de los Trabajadores                           | 1 de enero de 2023                                    | En el cargo                                           |
| Secretaría de Comunicación Social                                                                              | Paulo Pimenta                                         |                                                       | Partido de los Trabajadores                           | 1 de enero de 2023                                    | 15 de mayo de 2024                                    |
| Secretaría de Comunicación Social                                                                              | Laércio Portela (interino)                            |                                                       | Independiente                                         | 15 de mayo de 2024                                    | 10 de septiembre de 2024                              |
| Secretaría de Comunicación Social                                                                              | Paulo Pimenta                                         |                                                       | Partido de los Trabajadores                           | 10 de septiembre de 2024                              | 14 de enero de 2025                                   |
| Secretaría de Comunicación Social                                                                              | Sidonio Palmeira                                      |                                                       | Independiente                                         | 14 de enero de 2025                                   | En el cargo                                           |
| Secretaría de Relaciones Institucionales                                                                       | Alexandre Padilha                                     |                                                       | Partido de los Trabajadores                           | 1 de enero de 2023                                    | 10 de marzo de 2025                                   |
| Secretaría de Relaciones Institucionales                                                                       | Gleisi Hoffmann                                       |                                                       | Partido de los Trabajadores                           | 10 de marzo de 2025                                   | En el cargo                                           |
| Secretaría Extraordinaria de la Presidencia de la República de Apoyo a la Reconstrucción de Río Grande del Sur | Paulo Pimenta                                         |                                                       | Partido de los Trabajadores                           | 15 de mayo de 2024                                    | 10 de septiembre de 2024                              |

## Vida privada
Da Silva contrajo matrimonio por primera vez en mayo de 1969, con una trabajadora de telar llamada Maria de Lourdes, pero aquella unión terminó trágicamente: un año después Lourdes falleció víctima de una hepatitis aguda, justo cuando intentaba dar a luz al primer hijo de Lula, quien también murió.

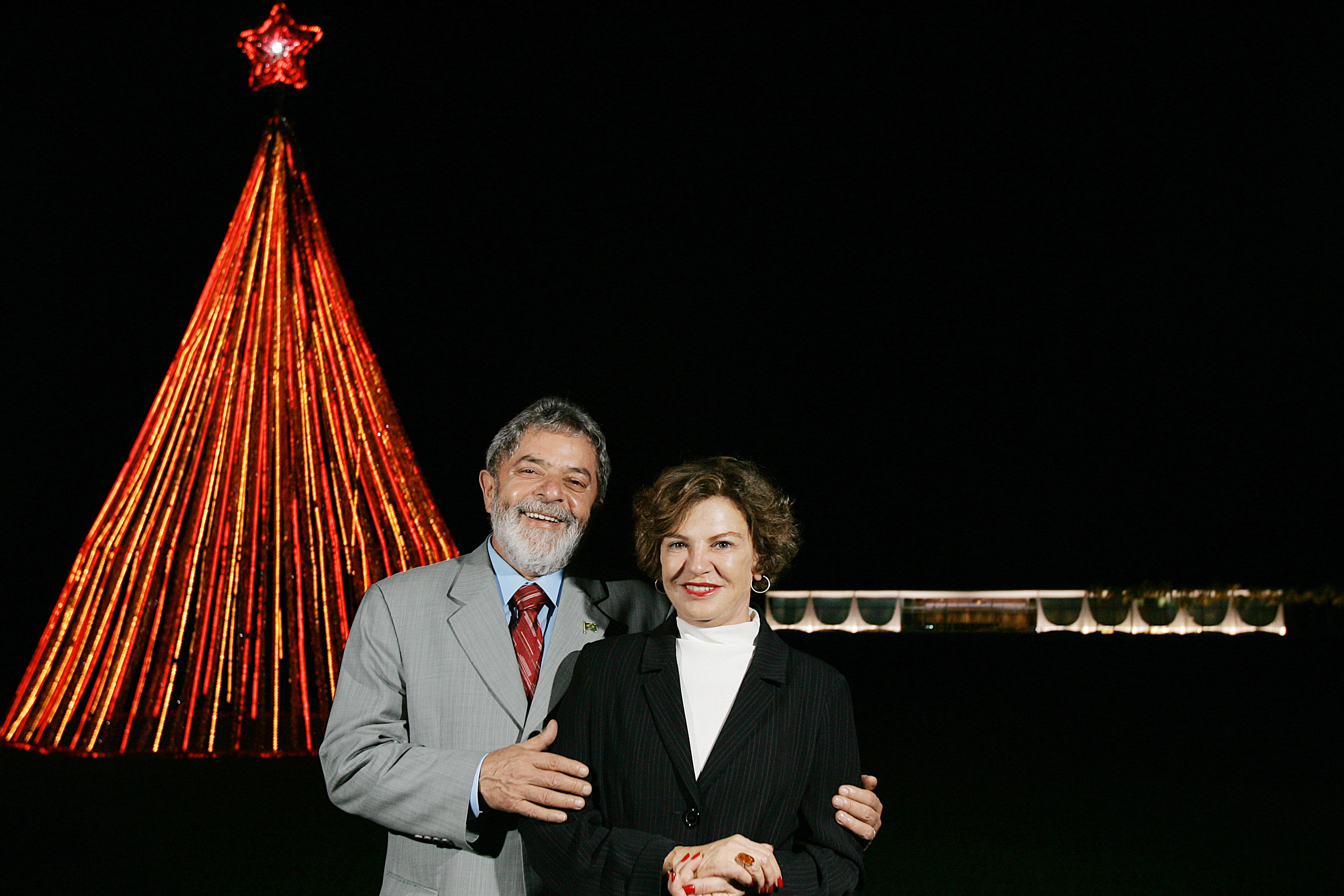
El presidente y su difunta esposa, la primeira dama Marisa Leticia, en el Palacio da Alvorada.

Tuvo una hija llamada Lurian con la enfermera Miriam Cordeiro, su novia hasta 1974. Más tarde, en el citado año, se casó con Marisa Letícia Rocco y adoptó al hijo de ella, Marcos Cláudio. Casados por más de treinta años con Marisa tuvieron tres hijos: Fábio Luís, Sandro Luís y Luís Cláudio (nacidos respectivamente en 1975, 1979 y 1985).
El 29 de octubre de 2011 se le diagnosticó un cáncer de laringe
en el Hospital Sirio Libanés, de São Paulo, en donde también Dilma Rousseff se había curado con éxito de un linfoma (cáncer en el sistema linfático).
Para el 12 de diciembre de 2011 el tumor se había reducido a un 75 %.
El 18 de mayo de 2022 se casó en una ceremonia íntima en São Paulo con la socióloga Rosângela da Silva, que es 20 años más joven que el expresidente, a 5 meses de las elecciones presidenciales del mismo año.

## Reconocimientos

### Doctorhonoris causa
El 7 de junio de 2013, Luiz Inácio Lula da Silva fue investido como «doctor honoris causa» por la Universidad Andina Simón Bolívar y por la Escuela Superior Politécnica del Litoral en acto celebrado en la Sala Capitular del Convento de San Agustín en Quito (capital de la República del Ecuador).
El 23 de abril de 2014, Luiz Inácio Lula da Silva fue proclamado «doctor honoris causa» por la Universidad de Salamanca (España). La fórmula proclamada fue: «Egregie vir, Domine, te admitto et incorporo in collegium doctorum Academiae Salmantinae cum omnibus honoribus, libertatibus, exemptionibus et privilegiis quibus gaudent et possunt gaudere alii similes doctores in Salmanticensi Studio et ubicumque terrarum in orbe» (‘egregio señor, te admito e incorporo al colegio de doctores de la Universidad de Salamanca, con todos los honores, libertades, exenciones y privilegios de que gozan y pueden gozar los demás doctores, en la Universidad de Salamanca y en cualquier lugar del orbe’).
En septiembre de 2015 fue distinguido con el título «doctor honoris causa» por la Universidad Nacional de La Matanza (UNLaM), ubicada en el partido de La Matanza (Argentina).

El 22 de mayo de 2020 fue distinguido con el título «doctor honoris causa» por la Universidad Nacional de Rosario (UNR), ubicada en la ciudad de Rosario (Argentina).

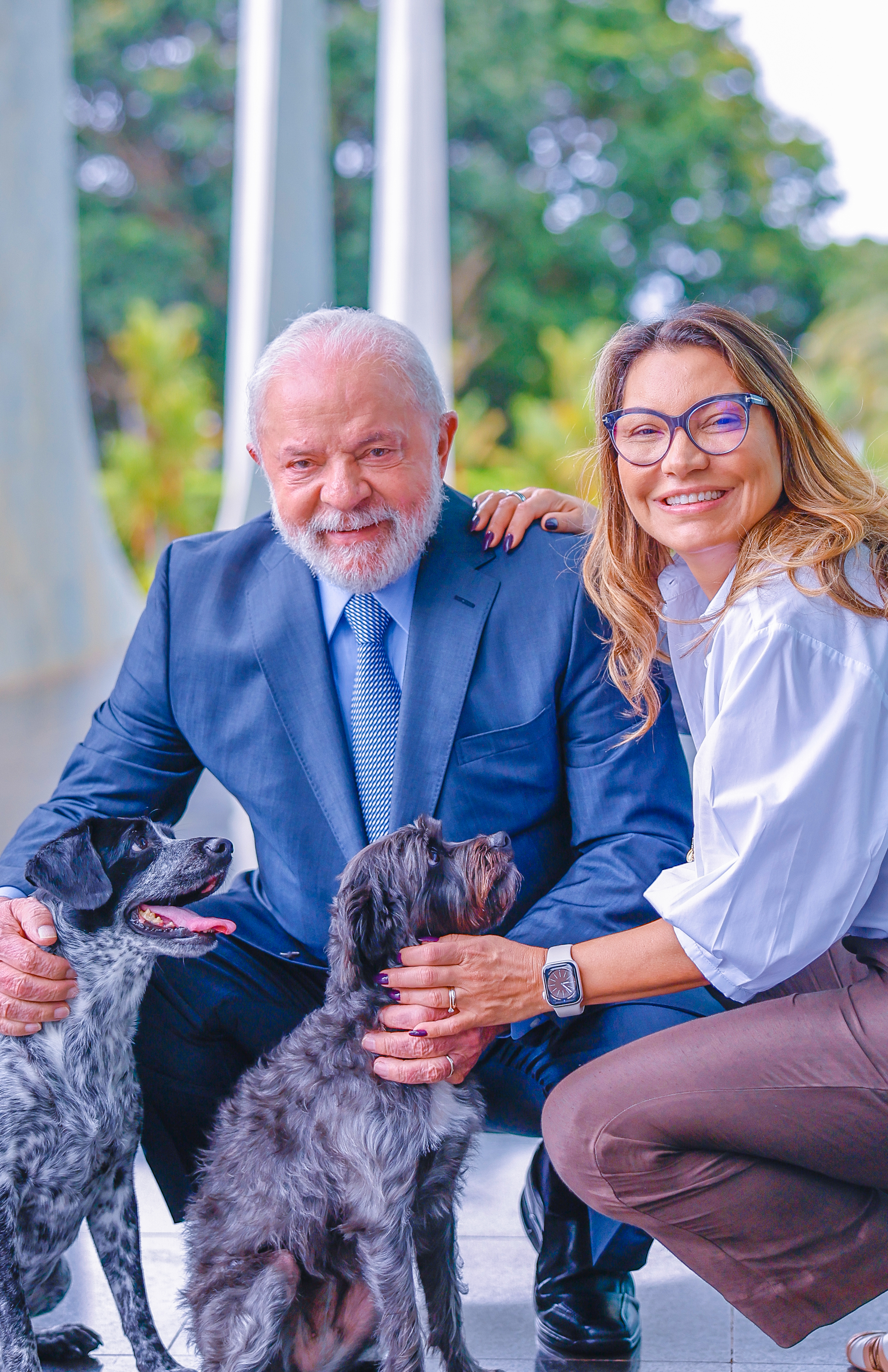
El presidente de la República, Luiz Inácio Lula da Silva, y la primera dama Janja, con Resistência y Paris, para simbolizar el Día Nacional de los Animales y reforzar nuestro compromiso con los derechos de todos los animales, para combatir el abandono y el maltrato. Palacio de Alvorada

### Ciudadanía de honor
El 3 de octubre de 2019, mientras estaba en prisión, Lula fue declarado «ciudadano de honor» por el Ayuntamiento (Consejo) de la ciudad de París. En los considerandos de la declaración se destacaron por su compromiso con la reducción de las «desigualdades sociales y económicas» y la reducción de «las discriminaciones raciales» en su país. También se afirma que «siempre afirmó ser víctima de una conspiración política para impedirle volver al poder mientras era el favorito en las elecciones presidenciales de octubre de 2018, que vieron la victoria del candidato de extrema derecha Jair Bolsonaro», y se recordó que «el Comité de Derechos Humanos de la ONU pidió a las autoridades brasileñas que garantizaran los derechos civiles y políticos de Lula, especialmente el de ser candidato; pero se le negó este derecho, a pesar de que jefes de Estado europeos, diputados franceses y juristas internacionales denunciaron la inconsistencia de las pruebas presentadas por la acusación».
La declaración tiene un gran valor simbólico, ya que ha sido otorgada en 17 ocasiones a personalidades en prisión o en riesgo de muerte por sus opiniones políticas, entre ellos a dos premios Nobel de la Paz: el expresidente sudafricano Nelson Mandela y la iraní Shirin Ebadi.